# Airbus A220
El Airbus A220, antes denominado Bombardier CS Series, es una familia de aviones a reacción de fuselaje estrecho, bimotor, diseñado por Bombardier Aerospace y fabricado en la actualidad por la empresa canadiense Airbus Canada Limited Partnership (anteriormente C Series Aircraft Limited) compañía conjunta entre Airbus SAS y el Gobierno de Quebec. Es comercializado conjuntamente con los reactores de medio alcance del fabricante Airbus.
El A220-100 de 108 a 133 asientos que efectuó su primer vuelo el 16 de septiembre de 2013, recibió el certificado inicial de tipo por el departamento de Transporte de Canadá el 18 de diciembre de 2015 y entró en servicio el 15 de julio de 2016 con Swiss Global Air Lines.
El A220-300 de 130 a 160 plazas que efectuó su primer vuelo el 27 de febrero de 2015, recibió el certificado inicial de tipo el 11 de julio de 2016 y el primero entró en servicio con el cliente de lanzamiento, airBaltic, el 14 de diciembre de 2016.

## Desarrollo

### Regional Jet eXpansion
Cuando Fokker, que producía el avión a reacción de corto alcance Fokker 100 con capacidad para cien pasajeros, se encontró con serios problemas financieros, se iniciaron, el 5 de febrero de 1996, conversaciones con Bombardier. Tras haber sido evaluadas las oportunidades y los retos que Fokker representaba en aquel momento, Bombardier renunció a su adquisición el 27 de febrero. El 15 de marzo, Fokker declaró la bancarrota.
El 8 de septiembre de 1998, Bombardier lanzó el BRJ-X, o "Bombardier Regional Jet eXpansion", un reactor regional más grande que el Canadair Regional Jet que tenía previsto entrar en servicio en 2003. En lugar de la configuración de asientos 2–2, el BRJ-X iba a tener un fuselaje más ancho con una configuración de asientos 2–3 capaz de albergar entre 85 y 110 pasajeros, y los motores instalados bajo las alas. Fue comparado a los más pequeños reactores de fuselaje estrecho, como el DC-9/MD-80/Boeing 717 de configuración 2-3 asientos o el A318 y el 737-500/737-600 de 3-3 asientos. A finales de 2000, el proyecto fue abandonado por Bombardier en favor del alargamiento del CRJ700 para convertirlo en el CRJ900.
Mientras tanto, en el transcurso del Festival Aéreo de París en junio de 1999, Embraer lanzó los E-jets, bimotores con nacelas bajo las alas y capacidad para 70 a 122 plazas en configuración de cabina 2-2. Su primer vuelo tuvo lugar en febrero de 2002 y su introducción en 2004. Airbus por su parte presentó el pequeño A318 con capacidad para 107-117 pasajeros el 21 de abril de 1999, que efectuó su primer vuelo en enero de 2002, mientras Boeing ya disponía del 737-600 cuyas entregas habían empezado en septiembre de 1998.

### Estudio de viabilidad

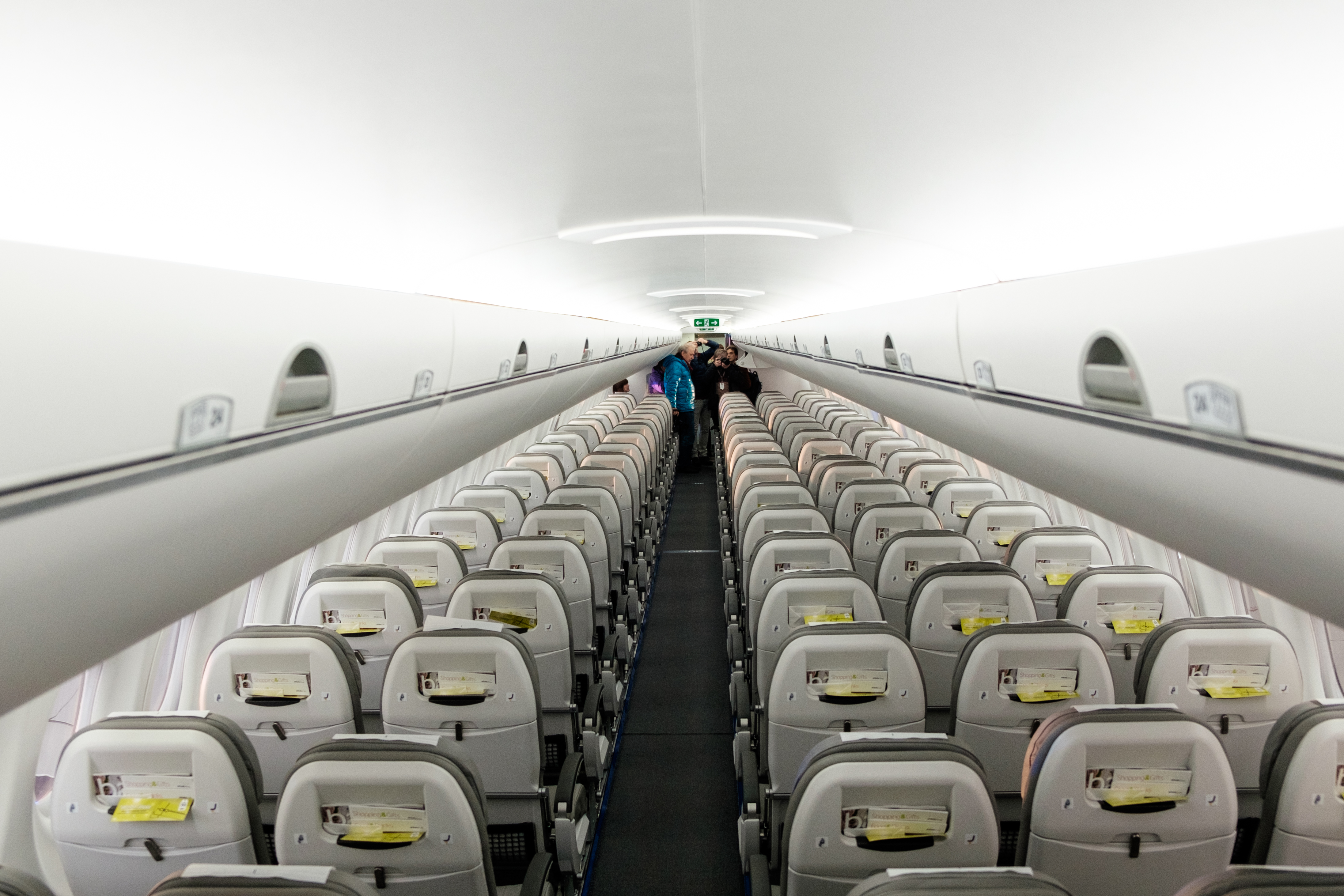
Cabina económica en configuración habitual 2-3 (modelo de exhibición). El fuselaje es más ancho que el de un Sukhoi Superjet 100.

Bombardier designó a Gary Scott el 8 de marzo de 2004 la valoración de un nuevo programa de avión comercial. Bombardier presentó un estudio de viabilidad del Cseries con una configuración de cinco asientos por fila en el transcurso del Festival Aéreo de Farnborough en julio de 2004 para reemplazar a los ya vetustos DC-9/MD-80, Fokker 100, Boeing 737 Classic y BAe-146 con unos costes operacionales un 20% más bajos, o de un 15% menores que los de los aviones de ese momento. La versión más pequeña podría transportar a entre 110 y 115 pasajeros y la mayor entre 130 y 135 pasajeros a unas 3.200 millas de distancia.
El Gabinete de Directores de Bombardier autorizó la publicación del avión el 15 de marzo de 2005, en busca del interés de la firma de intenciones por el aparato de posibles compradores, proveedores y miembros gubernamentales antes de lanzar el programa. El C110 estaba previsto que pesase 133.200 lb (60.420 kg) de peso máximo al despegue con una longitud de 114,7 ft (35 m), mientras que el C130 debería ser de 125,3 ft (38,2 m) de longitud y tener un peso máximo al despegue de 146.000 lb (66.226 kg). Iban a tener una configuración estándar de 3-2 asientos en clase turista, mientras que la clase ejecutiva se compondría de cuatro asientos por fila, 7 ft (2,1 m) de altura de cabina, controles fly-by-wire mediante una palanca lateral. El 20 por ciento del peso del avión sería debido a los materiales compuestos del fuselaje central y trasero, del cono de cola, los empenajes y las alas. El primer vuelo estaba previsto para el 2008 y su entrada en servicio para 2010.
En mayo de 2005, se cifró el desarrollo del CSeries en 2.100 millones de $, compartida con proveedores y miembros gubernamentales a razón de un tercio para cada uno. El Gobierno de Canadá invertiría 262,5 millones de dólares, el Gobierno de Quebec aportaría 87,5 millones y el Gobierno del Reino Unido contribuiría con 340 millones de dólares (180 millones de libras), reembolsables en un patrón de regalías por avión. La contribución del gobierno británico formaba parte de un acuerdo de inversión para que el lugar de fabricación de las alas, las nacelas de los motores y las estructuras de empenaje de materiales compuestos fuese la planta de Belfast, donde Bombardier había comprado Short Brothers en 1989.
La sección transversal del Cseries fue diseñada para proporcionar un mayor confort en los asientos de los pasajeros, con mejoras como asientos más amplios y reposabrazos para el pasajero central, así como unas ventanillas de mayor tamaño en cada fila de asientos para dar a todos los pasajeros las ventajas psicológicas y físicas de gozar de una mayor luz natural.
El 31 de enero de 2006, Bombardier anunció que las condiciones de mercado no podían justificar el lanzamiento del programa, y reorientarían los esfuerzos equipos y recursos del CSeries al reactor regional y el avión turbohélice. Un pequeño equipo de empleados fue mantenido para desarrollar el plan de negocios del Cseries, y poder incluir otros inversores de riesgo en el programa.

### Lanzamiento del programa

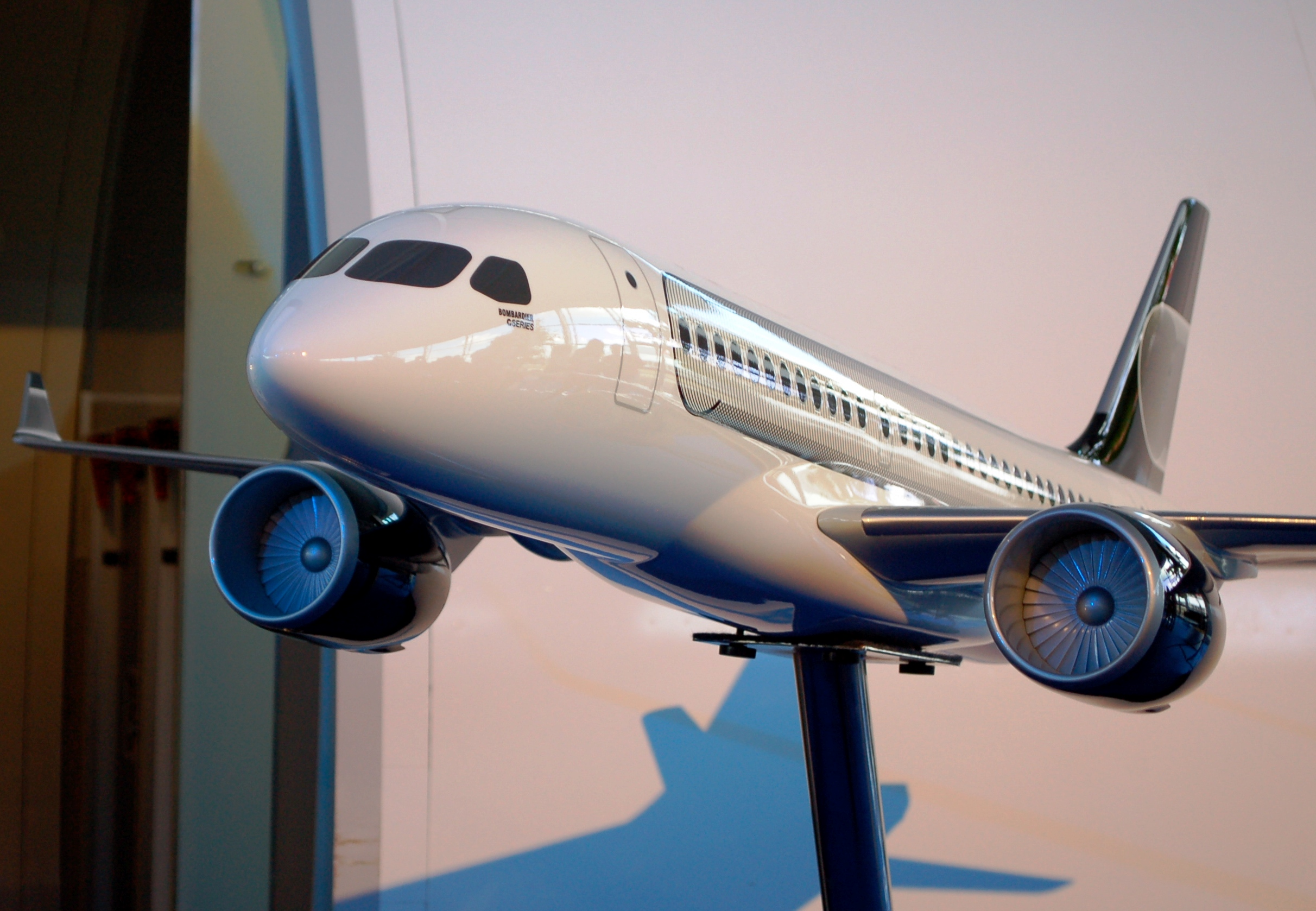
Maqueta del CSeries, presentada durante el Festival Aéreo de Farnborough de 2008.

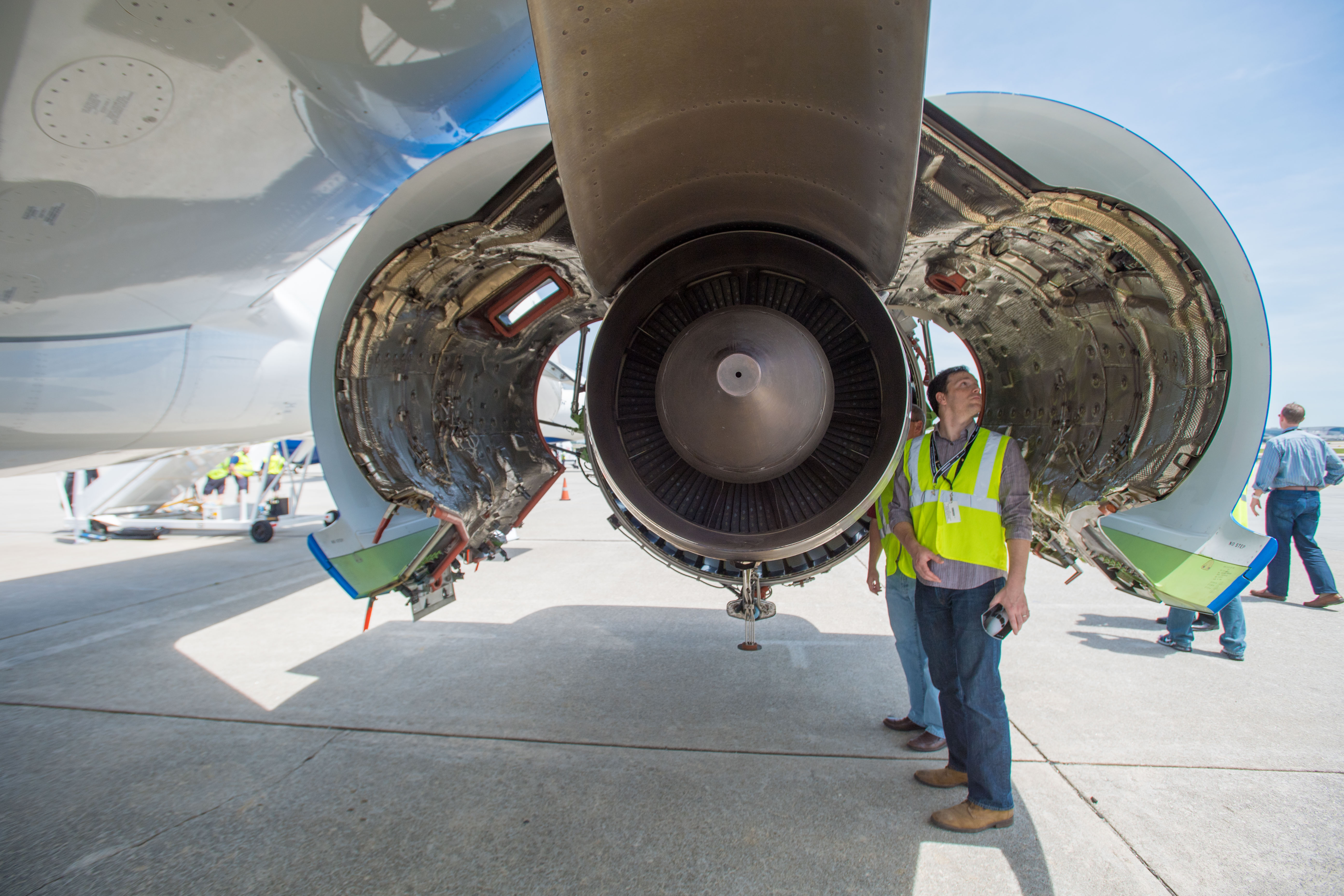
El turbofan PW1500G bajo el ala del CSeries.

El 31 de enero de 2007, Bombardier anunció que el trabajo en el avión iba a ser retomado, teniendo prevista su entrada en servicio para 2013. En noviembre de 2007, Bombardier seleccionó el motor turbofan de Pratt & Whitney, conocido como PW1000G, también elegido para ser el motor del Mitsubishi Regional Jet, como la única motorización posible para el CSeries, con un empuje de 23.000 lb (102 kN).
El 22 de febrero de 2008, la dirección de Bombardier dio luz verde a la firma de pedidos por parte de las aerolíneas para la familia CSeries, que proporcionaría un consumo de combustible un 20% mejor, y un ahorro del 15% en los costes operativos respecto a las aeronaves de similar tamaño producidas en este momento, mostrando un interés inmediato Lufthansa, Qatar Airways e ILFC.
El 13 de julio de 2008, en una conferencia de prensa en el transcurso de la tarde del día de apertura del Festival Aéreo de Farnborough, Bombardier Aerospace lanzó oficialmente el programa CSeries, con una carta de intenciones por parte de Lufthansa por 60 aeronaves, incluyendo 30 opciones, con un precio de catálogo de 46,7 millones de dólares. La eficiencia de combustible del avión iba a ser de 2 litros cada 100 km por asiento en configuración de alta densidad. El ensamblaje final del avión iba a tener lugar en la planta de Mirabel, las alas iban a ser desarrolladas y producidas en Belfast y la parte anterior del fuselaje así como la cabina de mando sería fabricada en las instalaciones de Saint-Laurent. El fuselaje debía ser construido por la filial de China Aviation Industry Corporation (AVIC), Shenyang Aircraft Corporation.
Bombardier estimó que la demanda del segmento de mercado de 100 a 149 asientos donde el Cseries se sitúa iba a ser de unas 6.300 unidades a lo largo de los próximos 20 años, representando una facturación superior a los 250.000 millones de dólares en todo este periodo de tiempo, y esperaban poder captar la mitad de este mercado.
El nuevo motor de Pratt & Whitney debería mejorar la economía de combustible en un doce por ciento respecto a los reactores existentes en ese momento así como tratarse de unos motores mucho más silenciosos, además de otras mejoras en la aerodinámica del avión y el peso de los materiales de iluminación. La reducción de un 15% en los costes de operación se produce gracias a los motores y el elevado uso de materiales compuestos, al igual que ya ocurre con los aviones de fuselaje ancho Boeing 787 Dreamliner y Airbus A350 XWB.
En noviembre de 2009, se estimó un coste del programa de 3.500 millones de dólares, compartido con proveedores y gobiernos.
Ghafari Associates fue designada para el desarrollo de la planta de ensamblaje de Montreal donde se llevaría a cabo la producción del CSeries.

### Proveedores

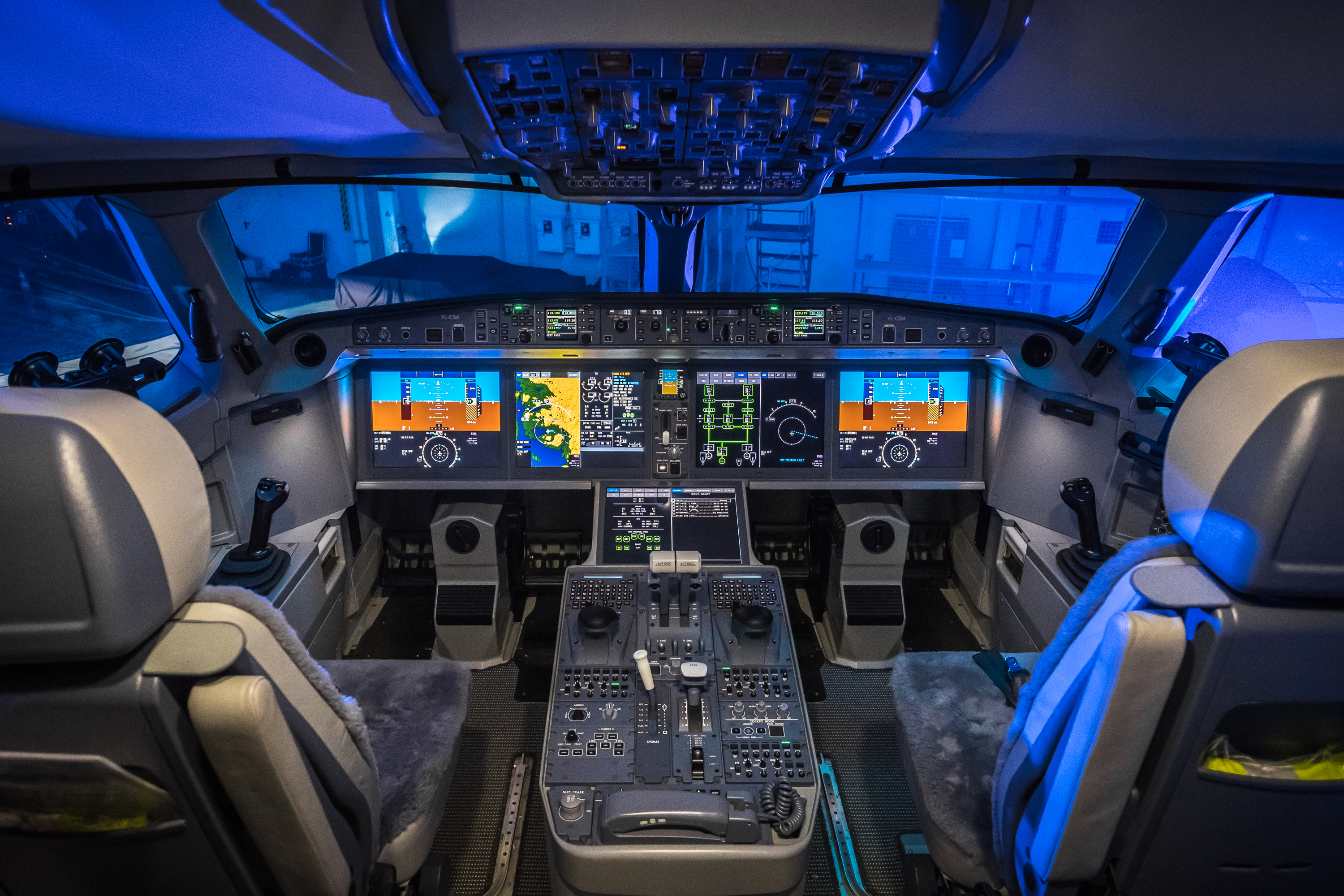
Cabina de vuelo del CS300 de AirBaltic.

El programa CSeries cuenta con varios proveedores importantes, incluyendo Shenyang Aircraft (fuselaje central), Alenia Aeronautica (estabilizadores verticales y horizontales de materiales compuestos), Fokker Elmo (sistemas de interconexión y cableado), C&D Zodiac (interiores), Parker Hannifin (control de vuelo, sistemas hidráulicos y de combustible), Liebherr-Aerospace (sistema de gestión aéreo), United Technologies Corporation (sistema de datos de vuelo, sistemas de actuación de flap y slat, y nacelas de los motores), y Rockwell Collins (aviónica).
Los aviones CSeries utilizarán el pack de aviónica Rockwell Collins Pro Line Fusion, un sistema integrado de cabina de vuelo que incorpora pantallas de 15 pulgadas, con un sistema de navegación ampliada, comunicaciones, vigilancia, EICAS, y sistemas de mantenimiento del avión.
Las alas de materiales compuestos son desarrolladas y ensambladas en un edificio dispuesto para ello en la factoría de Bombardier Aerostructures and Engineering Services (BAES) en Belfast, Irlanda del Norte. También una parte del fuselaje es producido en la planta de Belfast. El resto de estructuras de la aeronave son construidas en Montreal, Quebec, Canadá; así como el ensamblaje final que también tiene lugar en Montreal.

### Desarrollos
En marzo de 2009, Bombardier renombró el C110 y el C130 como CS100 y CS300 respectivamente. Los modelos serían ofrecidos en versiones normal y de alcance ampliado (ER), así mismo, también se ofrecería una versión de empuje ampliado (XT) del CS300. Las versiones ER y XT fueron retiradas en 2012 por parte de Bombardier, proporcionando un alcance de base igual al que iba a tener la opción de alcance ampliado.
En enero de 2010, JP Morgan anunció que Bombardier estaba considerando una versión de 150 plazas para el CSeries. Bombardier definió el artículo como especulativo, haciendo ver que el programa de desarrollo del CSeries "Se encuentra en la fase de definición donde podemos añadir una mejor definición del producto y que incluye la posibilidad de realizar cambios antes de que el diseño final quede totalmente cerrado".

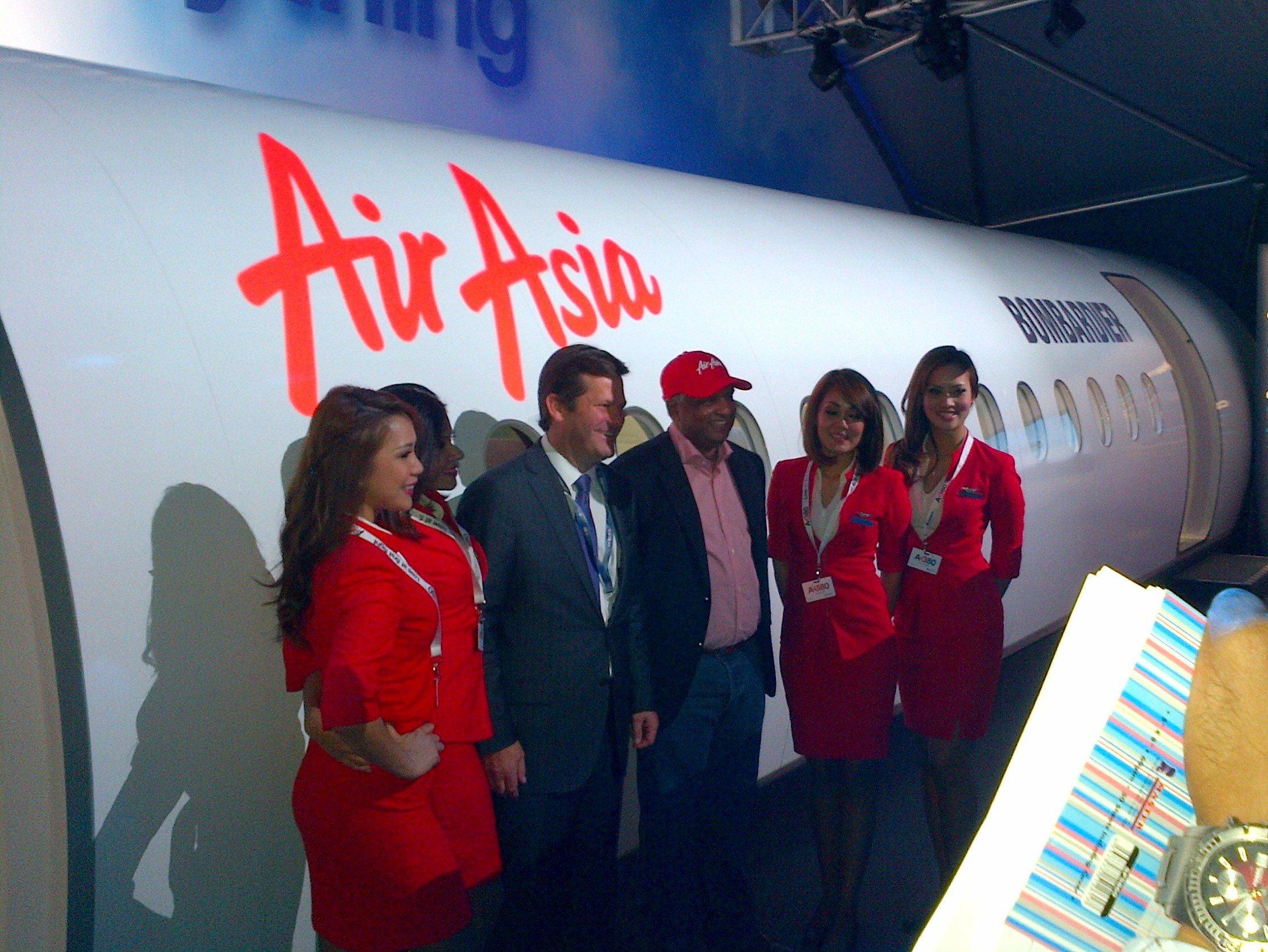
El consejero delegado de AirAsia Tony Fernandes y otros durante la presentación de la versión propuesta de 160 plazas del CS300.

En el Festival Aéreo de Farnborough de julio de 2012, Bombardier inició conversaciones con AirAsia para valorar la construcción de un CS300 de 160 plazas. En noviembre de 2012, esta configuración fue incluida en el proyecto del CS300, pese a que AirAsia ya hubiera descartado adquirir esta opción.
En mayo de 2015, Jon Ostrower del Wall Street Journal publicó que Bombardier está estudiando el diseño de otra variante alargada, conocida como CS500 para competir en el mercado de los aviones de 160 a 180 plazas en que se encuentran aeronaves como el Boeing 737 y el A320, pero no ha vuelto a haber más información al respecto.

### Cronología del programa
En noviembre de 2009, el primer vuelo estaba previsto para 2012. En 2010, estaba previsto que las entregas del CS100 comenzasen en 2013, y las entregas del CS300 lo hicieran un año más tarde.
En febrero de 2012, la primera entrega del CS100 seguía prevista para finales de 2013. En marzo de 2012, Bombardier indicó que el primer vuelo estaba previsto para la segunda mitad de 2012. En junio de 2012, Bombardier se reafirmó en que el primer vuelo tendría lugar antes de terminar el año y la entrada en servicio sería en 2013.
Durante una rueda de prensa en noviembre de 2012, Bombardier Aerospace admitió un retraso de seis meses, tanto para el primer vuelo que tendría lugar en junio de 2013 como para la entrada en servicio del CS100 que tendría lugar un año más tarde, debido a problema con algunos proveedores no especificados.
El 20 de febrero de 2013, el PW1500G de los CSeries PW1500G, variante del Pratt & Whitney PW1000G recibió la certificación por parte del Departamento de Transportes de Canadá.

### Pruebas en vuelo

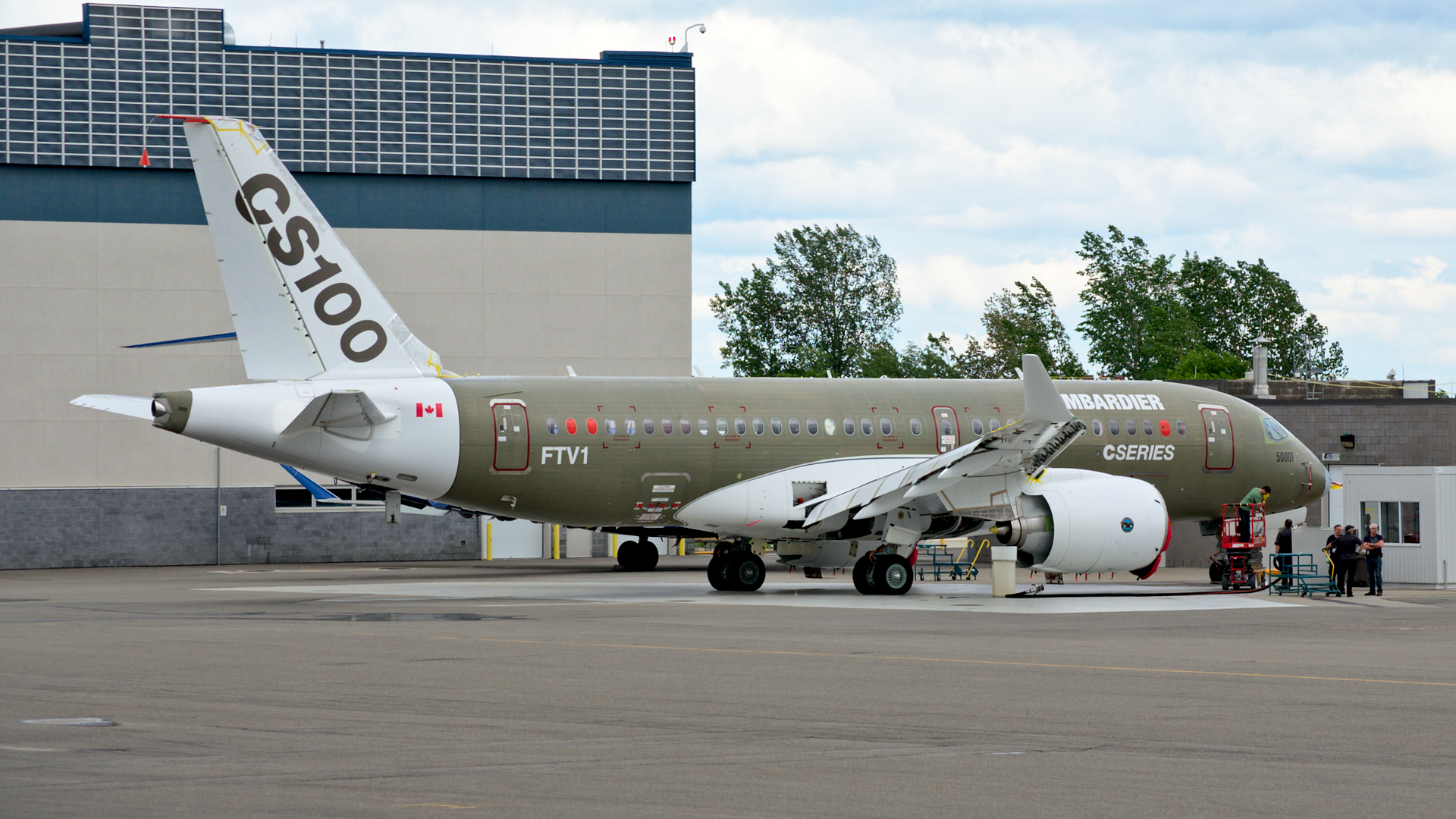
Vehículo de Pruebas de Vuelo del CSeries CS100 (FTV1) en la parte exterior de la planta de producción en junio de 2013

Se presentó una amplia actualización del programa CSeries el 7 de marzo de 2013; el primer "Vehículo de Pruebas de Vuelo" (FTV) fue mostrado prácticamente concluido, junto con otros tres FTV en diversos estadios de ensamblaje y confirmando la versión de “capacidad extra” de 160 plazas del CS300, que presentaría un par de salidas de emergencia sobre las alas. El sistema eléctrico del avión encargado de efectuar el primer vuelo fue encendido con éxito en marzo de 2013 y las pruebas estructurales en tierra fueron llevadas a cabo de manera satisfactoria y según lo previsto.
En junio de 2013, debido a las actualizaciones de software del avión y a las últimas pruebas en tierra, Bombardier fijó la nueva fecha del primer vuelo en julio de 2013. El 24 de julio de 2013, debido a que el proceso de integración de sistemas llevó más tiempo del previsto, el primer vuelo fue postergado a "las próximas semanas". El 30 de agosto de 2013, Bombardier recibió por parte del Departamento de Transporte de Canadá el permiso para llevar a cabo el primer vuelo de pruebas, dando así el visto bueno a realizar pruebas de rodaje a alta velocidad y pruebas en vuelo.

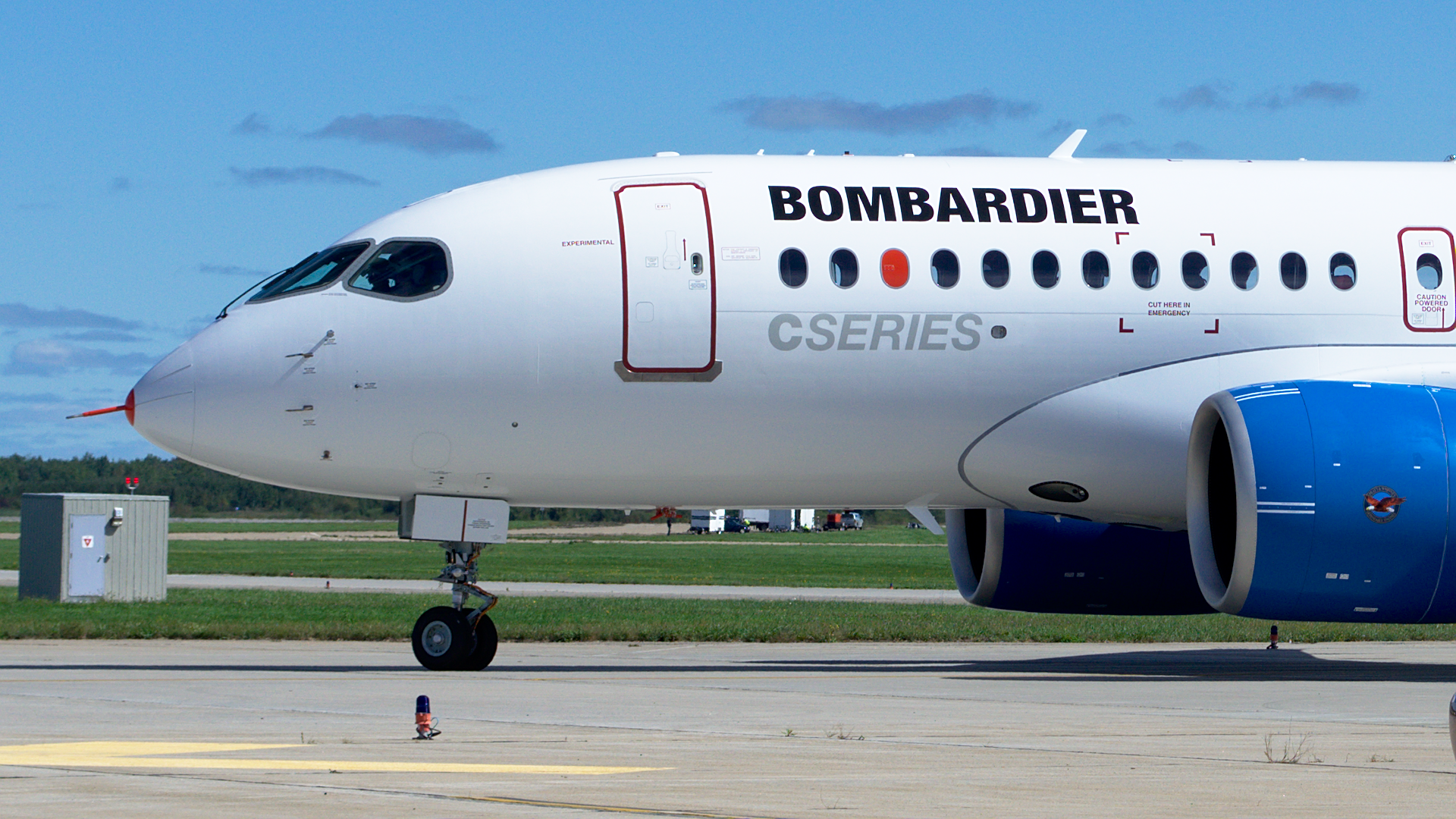
El primer CS100 tras su vuelo inaugural.

El 16 de septiembre de 2013, el CS100 efectuó su primer vuelo desde el Aeropuerto Internacional de Montreal-Mirabel. Más de 14.000 datos fueron recopilados en el primer vuelo, y tras algunas reconfiguraciones y actualizaciones de software, el avión efectuó su segundo vuelo el 1 de octubre de 2013. El 16 de enero de 2014, la fecha prevista de entrada en servicio fue nuevamente retrasada, debido a dificultades con los vuelos de prueba de certificación, en al menos doce meses, hasta la segunda mitad de 2015; el CS300 seguía teniendo prevista su entrada en servicio seis meses más tarde que el CS100.
El 29 de mayo de 2014, uno de los cuatro aviones de prueba sufrió un fallo imprevisto de motor. El programa de pruebas fue suspendido hasta que se completase la investigación del incidente. El incidente dejó a Bombardier con el CSeries expuesto durante toda la semana del Salón Aéreo de Farnborough de 2014, uno de los eventos más importantes de la industria aeroespacial y de defensa. En agosto de 2014, tras recortar su número de empleados, Bombardier cambió la gestión para centrarse en el avión que aún tenían en tierra.
Los vuelos de prueba fueron retomados el 7 de septiembre de 2014, después de descubrir que el problema de motor hubiera sido identificado como un fallo del sistema de lubricación. El director de Bombardier Laurent Beaudoin sostuvo que el CSeries tenía previsto iniciar su andadura comercial en 2016.
La principal consecuencia de los retrasos fueron las cancelaciones, incluyendo los pedidos del arrendador sueco. El 20 de febrero de 2015, el CSeries CS100 había superado las 1000 horas de vuelos de pruebas

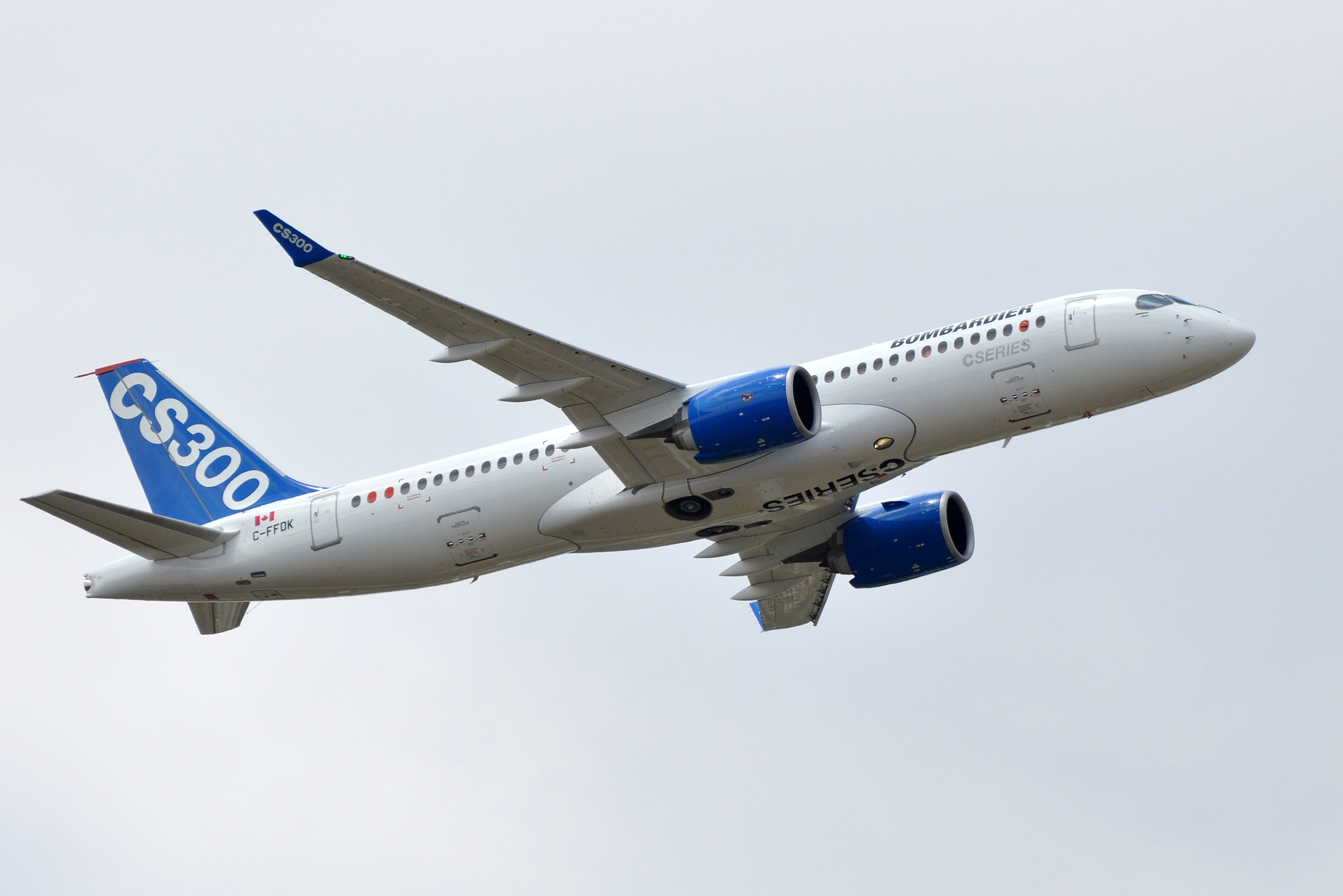
Prototipo Bombardier CS300 C-FFDK en pruebas.

El 27 de febrero de 2015, el prototipo del CS300 despegó efectuando su primer vuelo en las instalaciones de Bombardier en el aeropuerto internacional de Montreal Mirabel en Quebec. Los resultados de las pruebas de vuelo mostraron que el avión superaba los niveles de ruido, economía y rendimiento fijados lo que permitía un alcance mayor de lo previsto.
El quinto CS100 efectuó su primer vuelo el 18 de marzo de 2015. El 27 de marzo de 2015, Bombardier sostuvo que el certificado canadiense del CS100 debería llegar a finales de 2015 teniendo prevista la entrada en servicio en 2016. En el Festival Aéreo de París de 2015, Bombardier mostró los datos de rendimiento actualizado, presentando las mejoras respecto a las especificaciones iniciales.
El 20 de agosto de 2015, Bombardier reveló que ya había superado el 80% de las pruebas requeridas para la certificación del CS100. El 14 de octubre de 2015, Bombardier relató que había superado el 90% e las pruebas requeridas para la certificación del CS100 y que el primer avión CS100 en producción iniciaría en breve las pruebas de funcionamiento y fiabilidad. El CS100 completó su programa de pruebas de certificación a mediados de noviembre de 2015. El 25 de noviembre de 2015, Bombardier completó la primera fase de demostración de su capacidad, con una fiabilidad de envío del 100%.
Tras un proceso de desarrollo con un coste de 5.400 millones de $ hasta diciembre de 2015, incluyendo un rescate por valor de 3.200 millones de dólares, el modelo más pequeño de la serie, el CS100 de 110-125 asientos recibió el certificado de tipo del Departamento de Transporte de Canadá el 18 de diciembre de 2015. En ese momento, la compañía contaba con 250 pedidos en firme, además de 360 aeronaves en forma de opciones, aunque la mayoría de estos fueran para el modelo CS300, que tenía prevista su certificación en verano de 2016. El primer CS100 tenía prevista su entrega a Swiss, filial de Lufthansa a mediados de 2016.

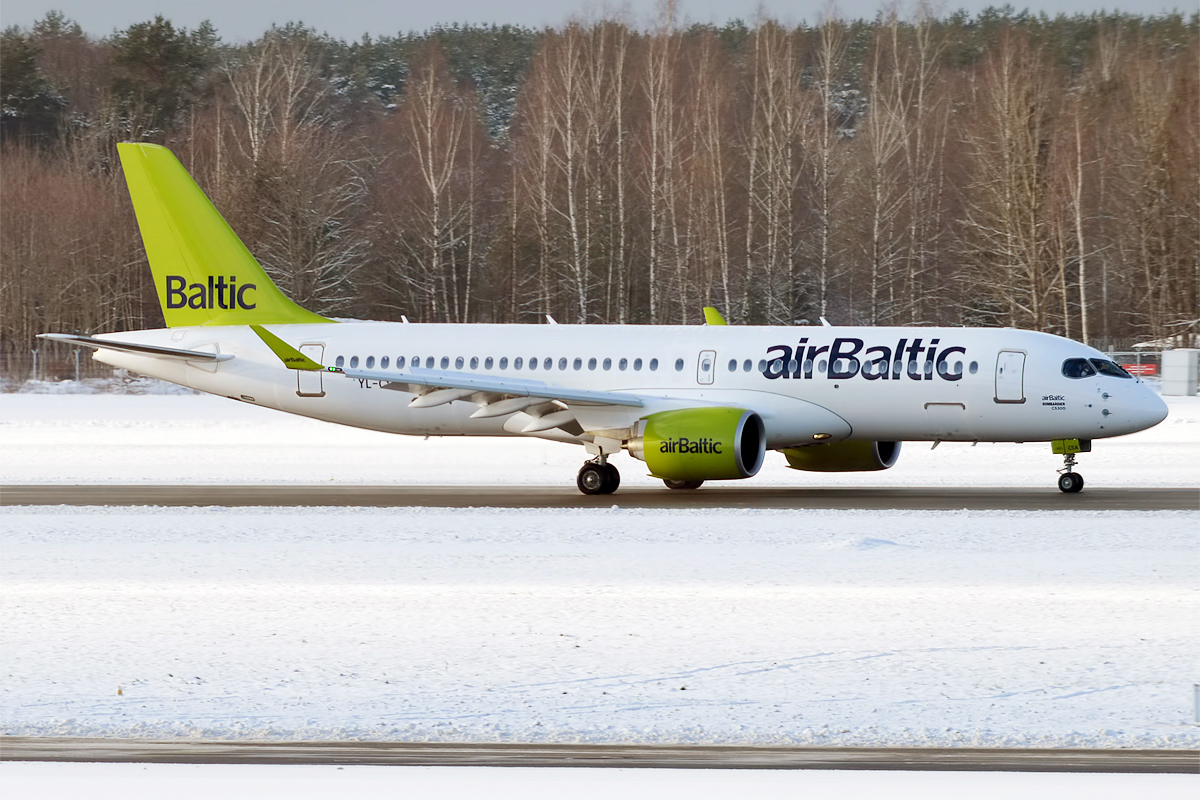
airBaltic se convirtió en el primer operador del CS300 en diciembre de 2016.

El prototipo final, el Vehículo de Pruebas en Vuelo 8 (FTV8), el segundo CS300, efectuó su primer vuelo el 3 de marzo de 2016. La primera unidad comercial, que tenía prevista su entrega en diciembre de 2016, finalmente adelantó la fecha de entrega prevista a noviembre de 2016, a la primera compañía operadora del modelo, Air Baltic.

### Apoyos al programa
En octubre de 2015 Airbus confirmó que había rechazado una oferta de Bombardier para que la primera se convirtiera en accionista mayoritaria de los CSeries. Bombardier afirmó entonces que tan solo estaban explorando alternativas. Unos pocos días antes, el Gobierno de Quebec reiteró su intención de proporcionar ayuda financiera a Bombardier, tan solo esperaban que la compañía se la solicitase. Richard Aboulafia, vicepresidente del grupo de análisis Teal Group, y muy crítico con el programa CSeries desde hacía tiempo, indicó que la cancelación del programa y la opción de que el gobierno federal canadiense tuviera que cubrir las pérdidas eran ambas opciones muy probables.
Por otra parte, Bombardier dijo que estaba totalmente comprometido con el CSeries y que tenía los recursos financieros para llevar adelante el programa.
El 29 de octubre de 2015, Bombardier precisaba de un rescate de 3.200 millones de dólares para el CSeries. El gobierno federal canadiense indicó que respondería a la solicitud de Bombardier con 350 millones en concepto de asistencia tras ganar poder el gobierno liberal a comienzos de noviembre. El mismo día, el gobierno de Quebec invirtió 1000 millones de dólares en la compañía para salvar el programa.
Un informe del Scotiabank publicado a comienzos de noviembre de 2015 indicaba que la compañía y el programa necesitarían seguramente un segundo rescate financiero, y que probablemente esto haría que el programa no pudiera ser rentable. El analista del Scotiabank Turan Quettawala afirmó: "Creemos que el rescate corrobora nuestra visión de que a largo plazo el CSeries tampoco va a ser ningún valor añadido para la compañía."
En abril de 2016, el gobierno federal ofreció un paquete de ayudas a la compañía sin que trascendiera ni la cantidad ni las condiciones impuestas. En esa misma fecha, algunos medios afirmaban que Bombardier había rechazado la oferta, pero una fuente anónima relató a Reuters que de hecho, las negociaciones continuaban en marcha. 

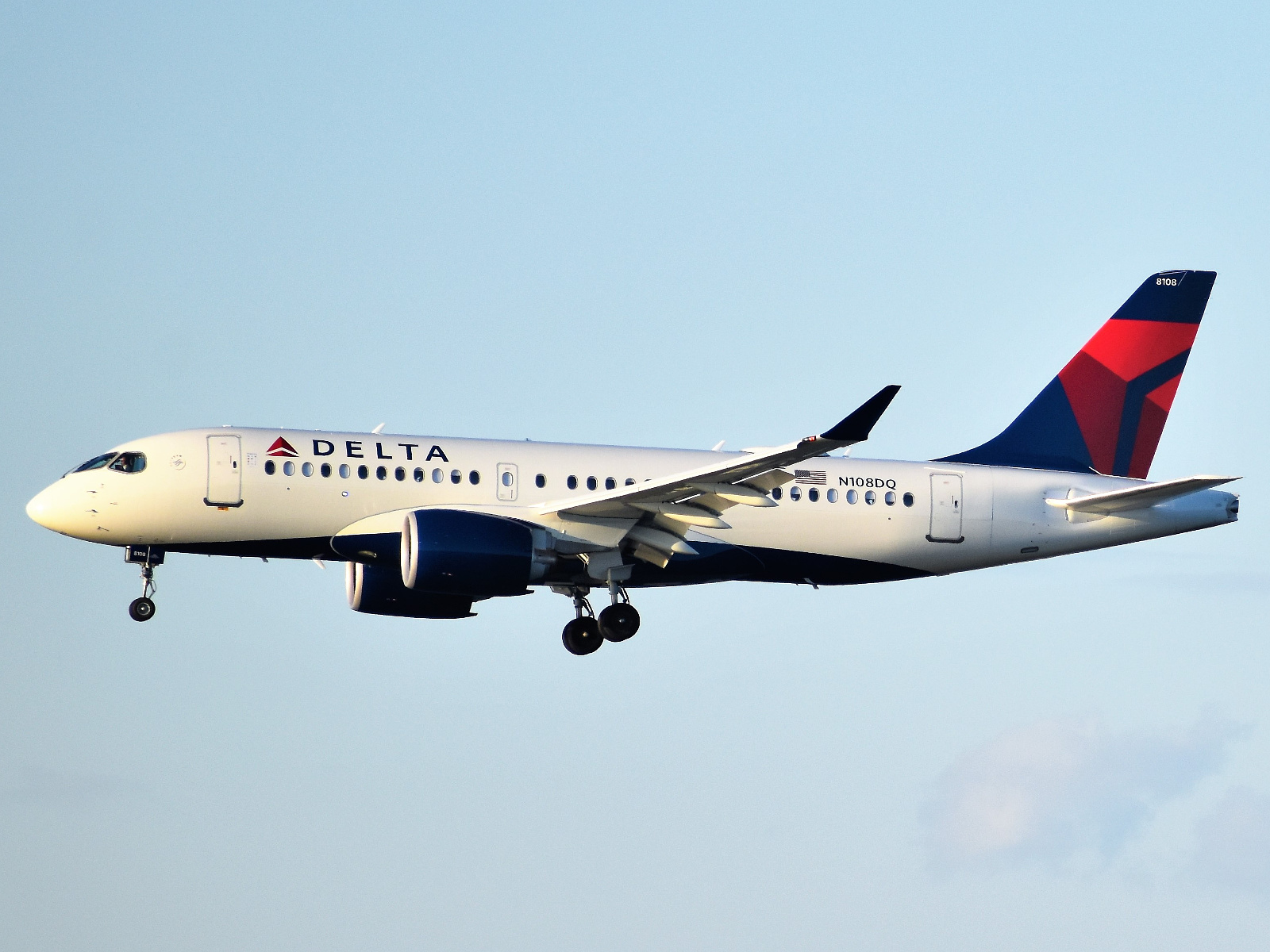
Un A220 de Delta en aproximación final al aeropuerto de La Guardia

El 14 de abril de 2016, las acciones de Bombardier marcaron sus máximos en seis meses tras los rumores no confirmados de que Delta había ordenado aviones CSeries. En ese mismo año la compañía siguió solicitando un paquete de ayudas de 1000 millones de dólares al gobierno federal.
En octubre de 2017 se confirma un acuerdo entre Bombardier y Airbus por el que el primero cede el 50,01% del programa CSeries al consorcio europeo Airbus. Esta alianza evita los aranceles impuestos en Estados Unidos por una tasa aduanera del 220% a las importaciones del CSeries, al considerar que el avión estaba recibiendo ayudas públicas ilícitas por parte de Canadá. Airbus fabrica el bimotor en su planta de Mobile, en Alabama, y a cambio, Bombardier tiene acceso a la red de mercadotecnia, operaciones de venta, asistencia a las aerolíneas y cadena de suministro de la primera.

### Certificación y entrada en servicio

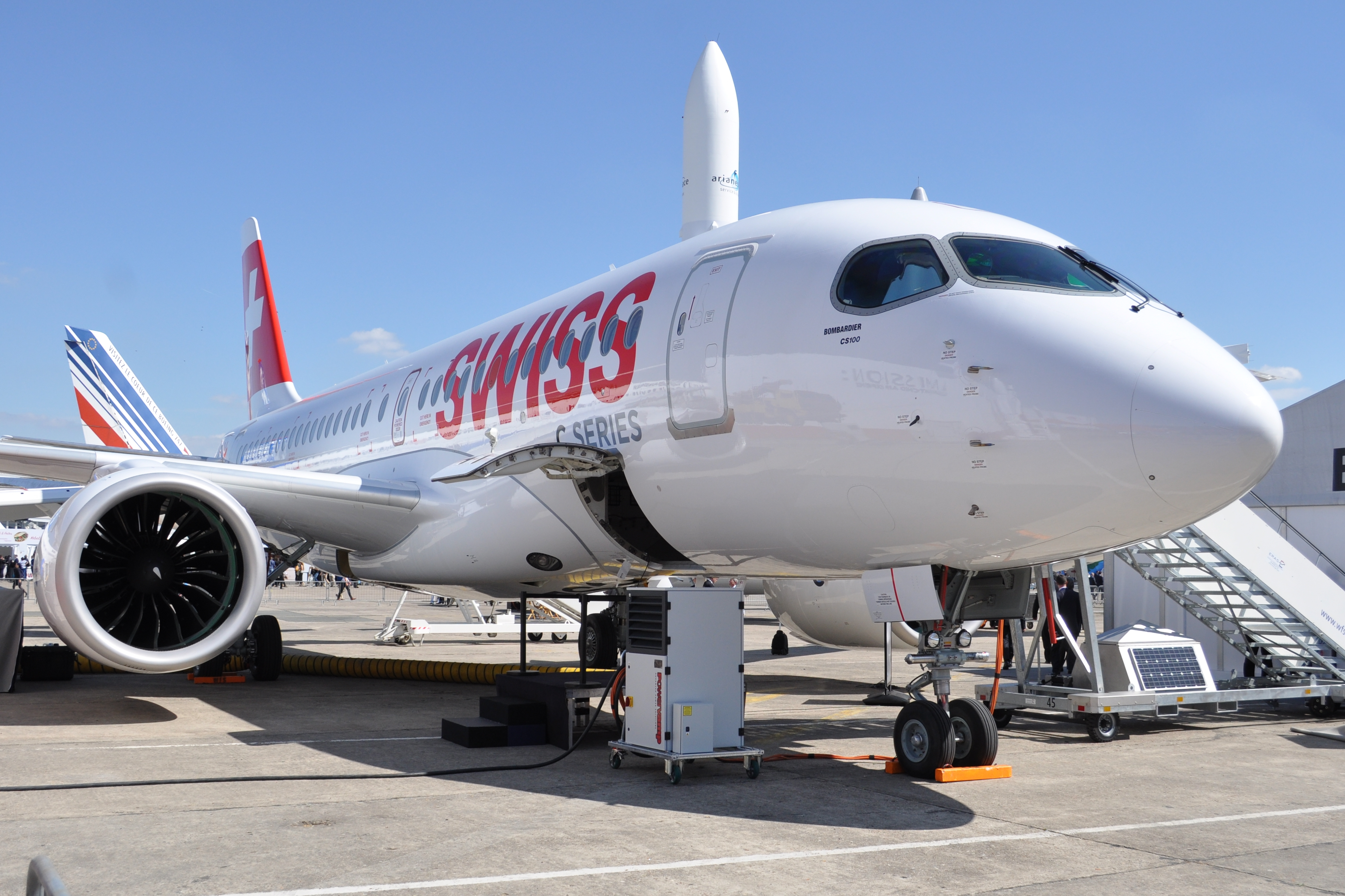
El CSeries inició su andadura comercial en Swiss.

La Administración de Aviación Federal de los Estados Unidos y la Agencia Europea de Seguridad Aérea emitieron su certificación para el CS100 en junio de 2016. El primer CSeries, un CS100, fue entregado a Swiss Global Air Lines el 29 de junio de 2016 en el Aeropuerto Internacional de Montréal–Mirabel. Swiss inició los vuelos comerciales con él el 15 de julio de 2016 con un vuelo entre Zúrich y París. Bombardier se fijó un objetivo del 99% de fiabilidad de entrega y entrada en servicio. Tras cuatro meses de servicio con Swiss, este objetivo pareció haberse cumplido con tan solo tres aeronaves y 1.500 horas de vuelos; habiendo sido los "mensajes molestos" de la aviónica integrada y los retrasos de entrega del PW1000G los principales obstáculos.
El avión CS300 recibió el certificado de tipo por parte del Departamento de Transporte de Canadá el 11 de julio de 2016. El CS100 y el CS300 recibieron un certificado de tipo común el 23 de noviembre de 2016 de EASA y el Departamento de Transporte de Canadá, permitiendo a los pilotos operar ambost ipos de avión de manera indiferente. La primera entrega fue realizada a AirBaltic el 28 de noviembre de 2016. El primer servicio comercial se registró el 14 de diciembre de 2016 con un vuelo de Riga a Ámsterdam con una configuración de 145 asientos en dos clases, ese mismo día recibió el certificado de tipo por parte de la FAA. airBaltic notificó haber registrado un consumo de combustible medio de 2600 l/h para su CS300 en lugar de los 3000 l/h de su Boeing 737-300 con capacidad similar.
Desde su introducción en el servicio comercial, ambas variantes han presentado rendimientos superiores a los de las especificaciones originales y el alcance del CS300 es un 2% mejor de lo publicado, al igual que sus costes por asiento y por vuelo. La producción se incrementará de las siete entregas de CSeries en 2016 a los 30-35 aparatos en 2017 tras solventarse los problemas de suministro y arrancado de los Pratt & Whitney PW1000G.
La producción podría incrementarse a los 90-120 aparatos por año en 2020.

### Denuncia de Boeing y acuerdo con Airbus

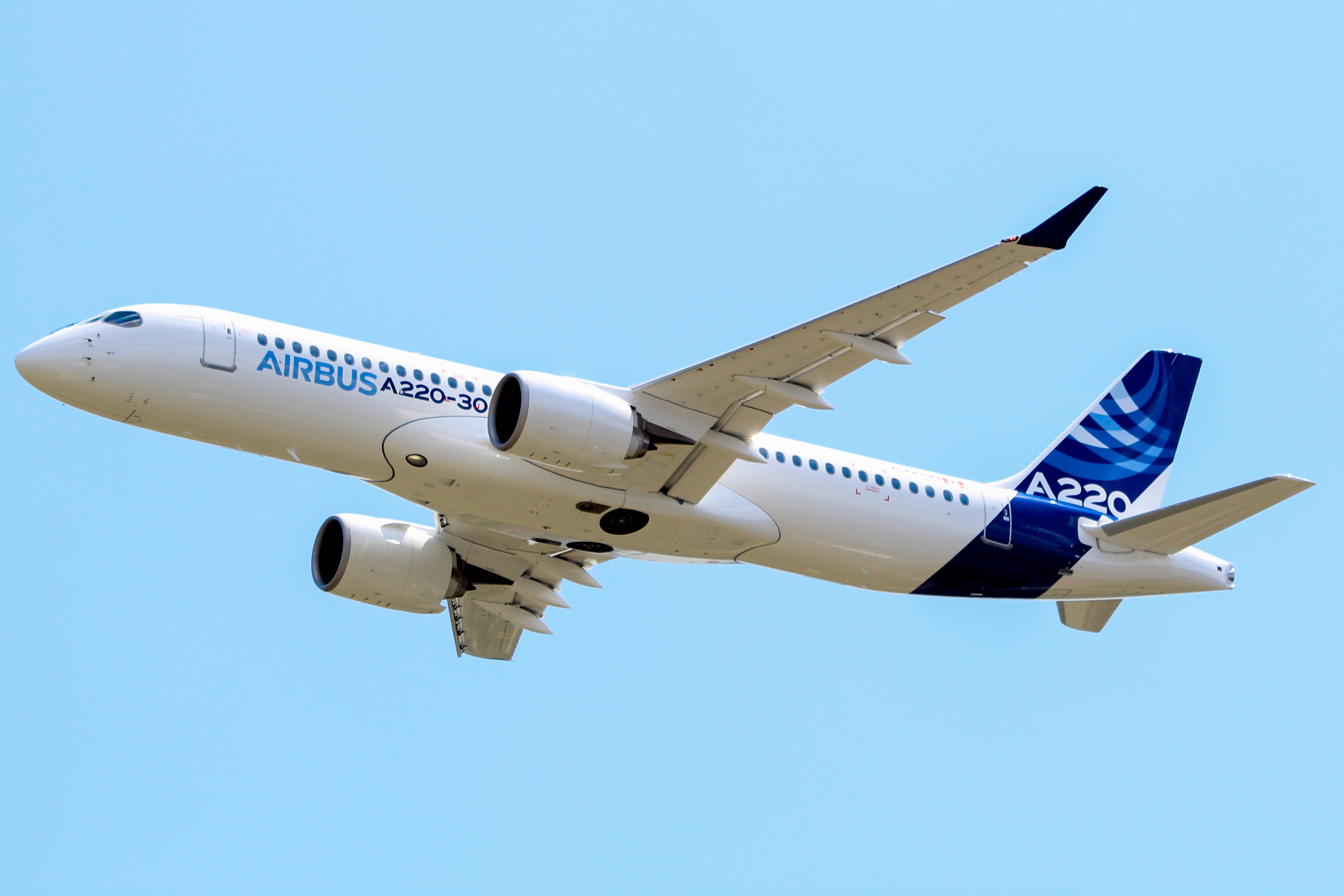
Airbus A220-300

A principios de 2018, la aerolínea estadounidense Delta decidió hacer una pequeña renovación de su flota de corto-medio alcance. Todavía no tenían decididos los aviones que comprar, que podían ser Boeing 737-700 o Bombardier CSeries. Debido a la competencia, Bombardier rebajó el precio de los CS para que la aerolínea se decantase por el modelo. Pero Boeing contraatacó denunciando a la canadiense por competencia desleal, y el Gobierno de Estados Unidos dijo que cualquier Bombardier CS100 o CS300 que fuera a venderse en el país tendría un arancel del 220% el precio original de cada avión. De este modo, Bombardier y Airbus llegaron a un acuerdo en el que vendían un 50,1% de los derechos de los CSeries, y así Airbus sería el vendedor del modelo y Bombardier el fabricante (el ensamblaje final de los aviones destinados a Estados Unidos se haría en la planta que Airbus tiene en Mobile, Alabama). Después del acuerdo, Airbus cambió el nombre de los CS100 y CS300 a Airbus A220-100 y Airbus A220-300, para así poder venderlos sin problemas a todos los países.
En 2020, Bombardier vendió el resto de su participación a Airbus, quedando 25% en propiedad del gobierno de Quebec.

## Diseño

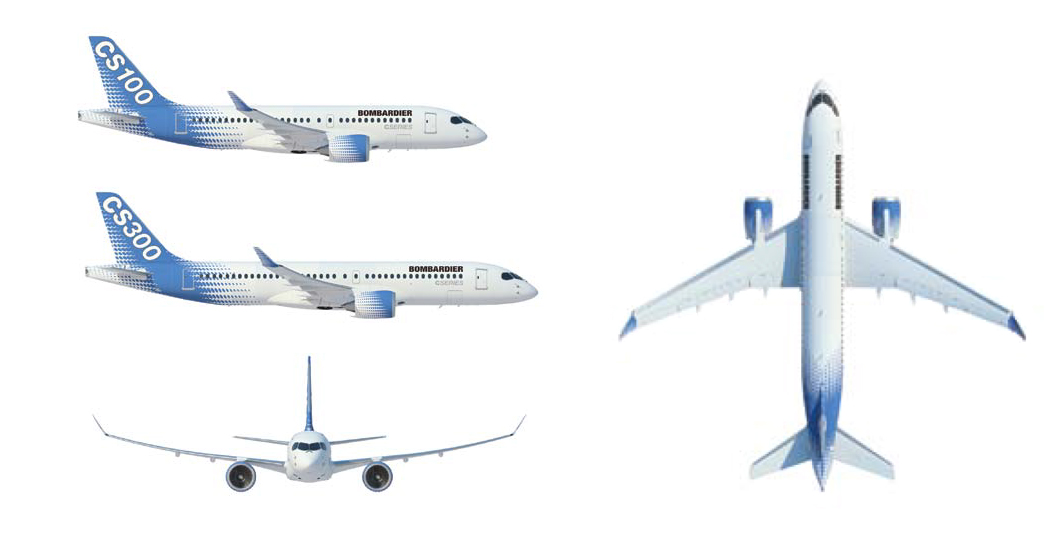
Ilustración de vistas frontales, laterales y superiores del Bombardier CSeries CS100 y CS300.

Los aviones Bombardier CSeries contendrán una gran cantidad de materiales compuestos y amplias ventanillas. La cabina del CSeries presenta amplios portaequipajes rotatorios, permitiendo a cada pasajero transportar una maleta de mano de tamaño mayor sobre sus cabezas. En comparación con las cabinas de los actuales aviones de fuselaje estrecho, los CSeries proporcionan a las aerolíneas los portaequipajes de mayor volumen por pasajero y un amplio fuselaje que proporciona un embarque y desembarque más rápido de pasajeros.
Los CSeries contienen un 70% de materiales avanzados que se dividen en un 46% de materiales compuestos y en un 24% aluminio-litio. Bombardier anunció una reducción del 15% de costes por milla y asiento, una reducción del 20% tanto del consumo de combustible como de la emisión de CO2, unos costes de mantenimiento un 25% inferiores y una huella acústica cuatro veces menor a la de los aviones actualmente en producción. Fueron utilizadas herramientas de programas de diseño por ordenador en el proyecto, incluyendo CATIA, HyperSizer, y tecnología similar a la empleada en el programa Learjet 85.

## Componentes
Estados Unidos

### Electrónica
| Sistema                                           | País                      | Fabricante            | Notas                                            |
| ------------------------------------------------- | ------------------------- | --------------------- | ------------------------------------------------ |
| Red de datos                                      |                           |                       | AFDX, TTP/C, CAN                                 |
| Sistema primario de control de vuelo              | Bandera de Estados Unidos | Parker Aerospace      | Triple FBW digital. Bucle completamente cerrado. |
| Computadoras primarias de control de vuelo (PFCC) | Bandera de Estados Unidos | Rockwell Collins      | 3                                                |
| Sensores inteligentes multifunción                | Bandera de Estados Unidos | UTC Aerospace Systems | 2 pares de SmartProbes                           |
| Sensores AoA secundarios                          |                           |                       | 2                                                |
| Sistema integrado de aviónica                     | Bandera de Estados Unidos | Rockwell Collins      | Pro Line Fusion                                  |

### Propulsión
| Sistema | País                      | Fabricante      | Notas                       |
| ------- | ------------------------- | --------------- | --------------------------- |
| Motor   | Bandera de Estados Unidos | Pratt & Whitney | 2 × Pratt & Whitney PW1500G |

## Variantes
Hay dos variantes principales: el corto A220-100 que incluye la versión privada ACJ TwoTwenty  y el A220-300 que es 3,4 metros más largo. Comparten más del 99% de partes, reduciendo la inversión y costes de mantenimiento.

### A220-100
- Designación comercial del BD-500-1A10 desde el número de serie 50011.[112]

### A220-300
- Designación comercial del BD-500-1A11 desde el número de serie 55003.[112]

### ACJ TwoTwenty
- La versión privada del A220-100 tiene un alcance de 10.460 km y un área de cabina de 73 m2 para 18 pasajeros.[113] La primera entrega se espera para 2023.[114]

## Operadores
Las siguientes aerolíneas operan la aeronave:
1. Delta Air Lines: 68[115]
2. airBaltic: 42[116]
3. Air Canada: 33[117]
4. Air France: 30[118]
5. Swiss: 30[119]
6. Breeze Airways: 28[120]
7. JetBlue Airways: 28[121]
8. ITA Airways: 12 [122]
9. EgyptAir: 12[123]
10. Korean Air: 10[124]
11. Bulgaria Air: 5[125]
12. Iraqi Airways: 5[126]
13. Air Tanzania: 3[127]
14. Air Austral: 3[128]
15. Bombardier: 3[129]
16. Cyprus Airways: 2[130]
17. Air Senegal: 1[131]
18. Air Manas: 1[132]

### Antiguos operadores

#### África
Nigeria
- Ibom Air (2)[133]

## Pedidos y entregas
|                       |
| Datos a junio de 2023 |

| Tipo     | Pedidos | Entregas | Restantes |
| A220-100 | 93      | 56       | 37        |
| A220-300 | 713     | 215      | 398       |
| Total    | 806     | 271      | 535       |

A junio de 2023
Pedidos y entregas por año
| ver discusión editar | 2009 | 2010 | 2011 | 2012 | 2013 | 2014 | 2015 | 2016 | 2017 | 2018 | 2019 | 2020 | 2021 | 2022 | 2023* | Total |
| Pedidos netos        | 50   | 40   | 43   | 15   | 34   | 61   | —    | 117  | 12   | 165  | 63   | 30   | 38   | 105  | 33    | 806   |
| Entregas             | —    | —    | —    | —    | —    | —    | —    | 7    | 17   | 33   | 48   | 38   | 50   | 53   | 25    | 271   |

### Mercado
El A220-100 competirá con el Embraer E195-E2 mientras que el A220-300 competirá con el Boeing 737 MAX 7, el Airbus A319neo, y el Irkut MC-21-200.
Los efectos de la dura competencia y retrasos en la producción se hicieron palpables a comienzos de 2016. El 20 de enero, United Continental Holdings ordenó 40 Boeing 737-700 en lugar del Bombardier. Frente a aeronaves en producción real, la adquisición del Boeing respecto al Bombardier CSeries fue una decisión financiera más prudente. Dado que United ya operaba 310 Boeing 737, se ahorraría en formación de pilotos y habría una necesidad menor de tener piezas de repuesto. Boeing también anunció que United había obtenido un gran descuento del 73% en el pedido del Boeing 737, reduciendo el precio por avión a 22 millones de dólares, bastante por debajo del precio de mercado del CS300 de 36 millones de dólares. En noviembre de 2016, United afirmó que este pedido le había supuesto un ahorro de 1.600 millones de dólares en Capex o 26 millones de dólares por 61 aviones.
David Tyerman, un analista de Canaccord Genuity ofreció su valoración sobre el impacto real de esta noticia al Toronto Star: "Esto muestra lo difícil que es para Bombardier obtener pedidos a día de hoy. No es el fin del mundo, pero esta pérdida ilustra todo lo que tiene Bombardier en su contra. También hace replantearse como de lucrativo podrían resultar los futuros pedidos del C Series."
El 17 de febrero de 2016, Air Canada firmó una carta de intenciones con Bombardier por hasta 75 aeronaves CS300 como parte de su plan de renovación de la flota de fuselaje estrecho. Esta comprendía 45 pedidos, además de opciones por 30 aviones adicionales. esto también incluye la sustitución al CS100 en determinadas circunstancias, con entregas previstas entre finales de 2019 y 2022. El pedido valorado en 3.800 millones de dólares por 45 aviones CS300 fue ratificado el 28 de junio de 2016.
El 28 de abril de 2016, Bombardier y Delta Air Lines anunciaron un pedido en firme por 75 CS100 y 50 opciones, el primer avión debería entrar en servicio en primavera de 2018. Airways News cree que se efectuó un importante descuento de entre el 65 y el 70% respecto al precio de catálogo de 71,8 millones de dólares haciendo que el precio final de venta fuese de 24,6–28,7 millones por avión; este gran pedido por parte de una gran aerolínea podría ayudar a Bombardier a romper el duopolio Boeing/Airbus en el mercado de aviones de fuselaje estrecho. Con estos pedidos en firme por 127 aeronaves a comienzos de 2016, la introducción en este mercado se hacía con más de 300 pedidos y hasta 800 aeronaves incluyendo opciones, pedidos condicionados a cartas de intenciones y derechos de compra; lo que implicaba una onerosa provisión de contratos por valor de 500 millones de dólares, unos 3,9 millones por pedido.
El 26 de mayo de 2017, SWISS recibió su primer CS300, serán utilizados en la ruta entre Ginebra y Londres/Heathrow.

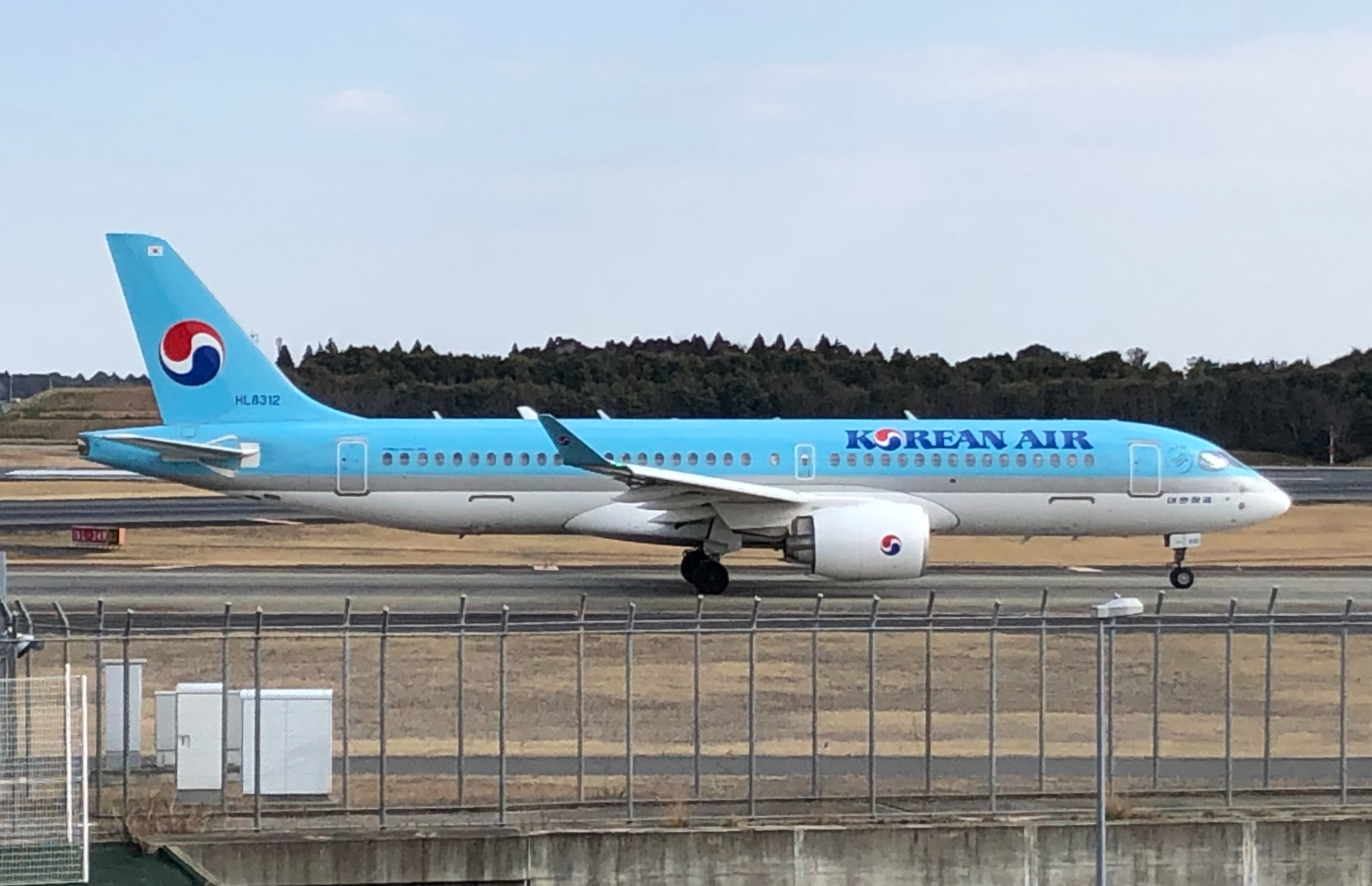
Un A220-300 de Korean Air en el aeropuerto de Narita

El 22 de diciembre de 2017 Korean Air se convirtió en la tercera compañía en recibir un CSeries.
El 10 de julio de 2018, Airbus presenta este modelo redenominado como Airbus A220.

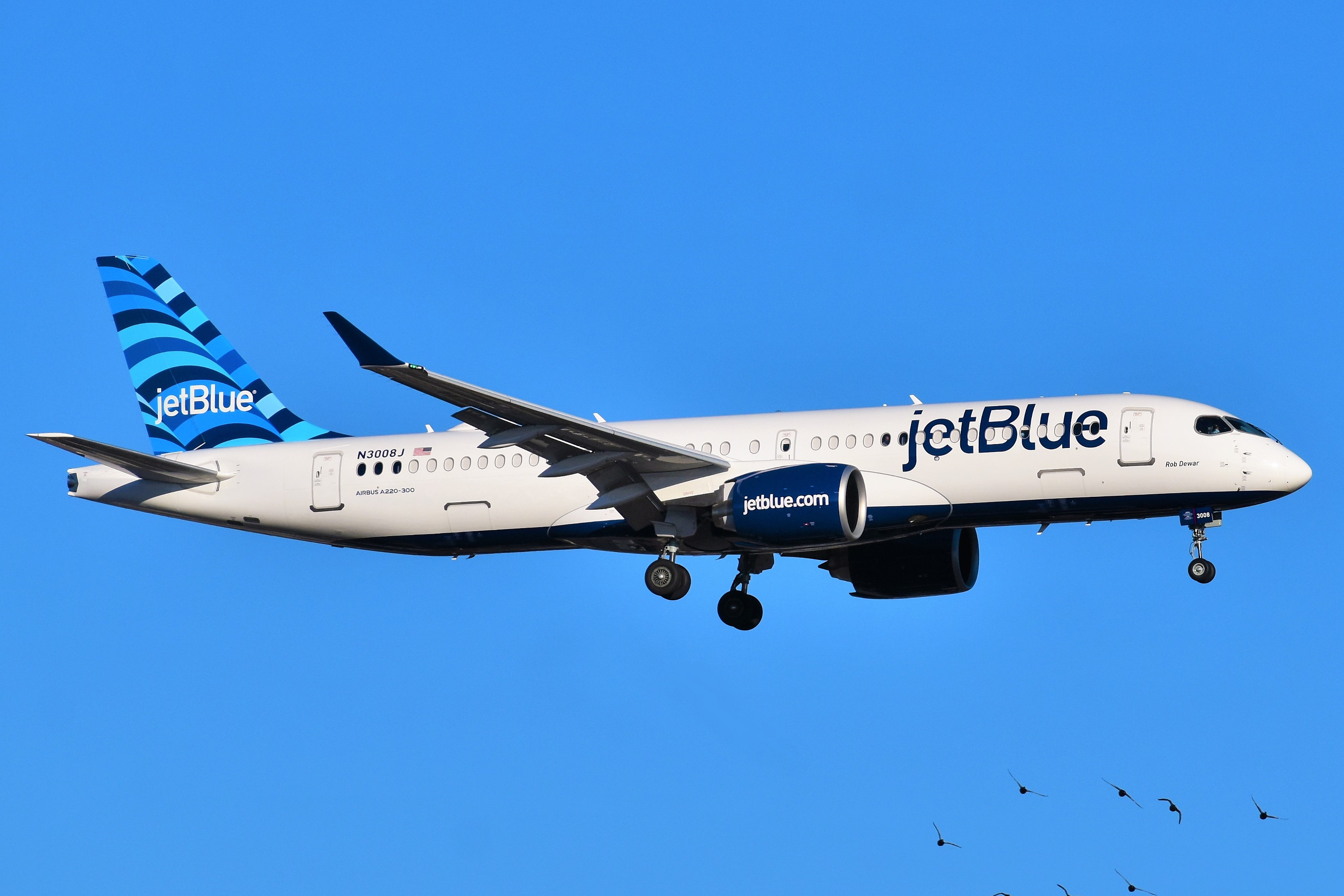
Un A220-300 de JetBlue aproximándose al aeropuerto JFK

El día 11 de julio de 2018, la aerolínea JetBlue anuncia un pedido de 60 aparatos del modelo A220-300, con un precio de catálogo de 5.370 millones de dólares.
El día 17 de julio de 2018, un consorcio de empresarios liderados por David Neeleman, para una futura nueva aerolínea estadounidense, firma un pedido de 60 aviones A220-300, el segundo pedido de este modelo, desde que hace menos de 10 días, fuera presentado este aparato bajo la marca Airbus.
El 25 de febrero de 2019 la aerolínea Air Vanuatu firmó una orden de compra por 4 Airbus A220, 2 de la variante A220-100 y 2 de la variante A220-300.
La nueva aerolínea americana Breeze Airways ha realizado un pedido de 80 aparatos A220-300.

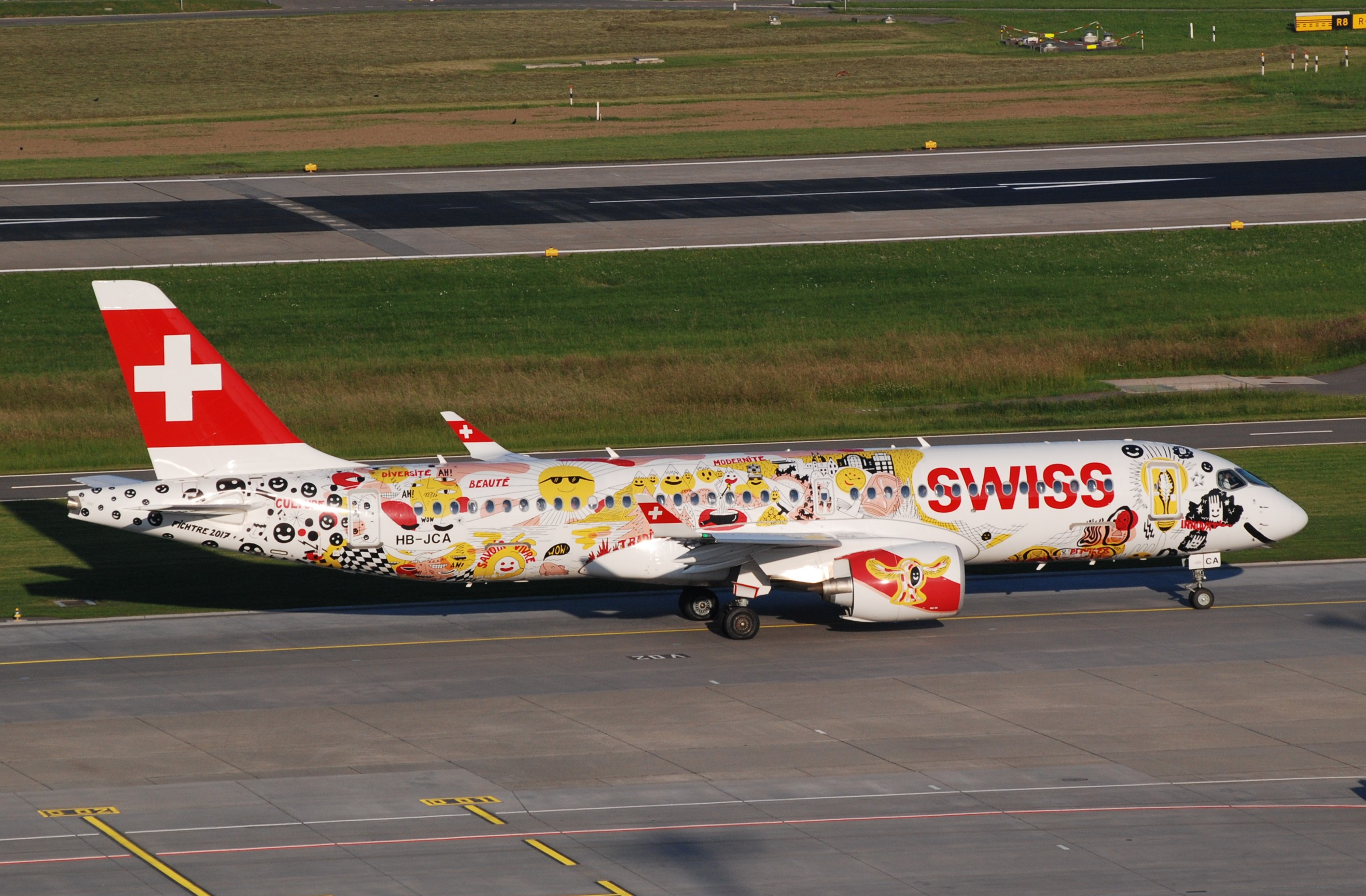
Un A220-300 de Swiss en el aeropuerto de Zúrich

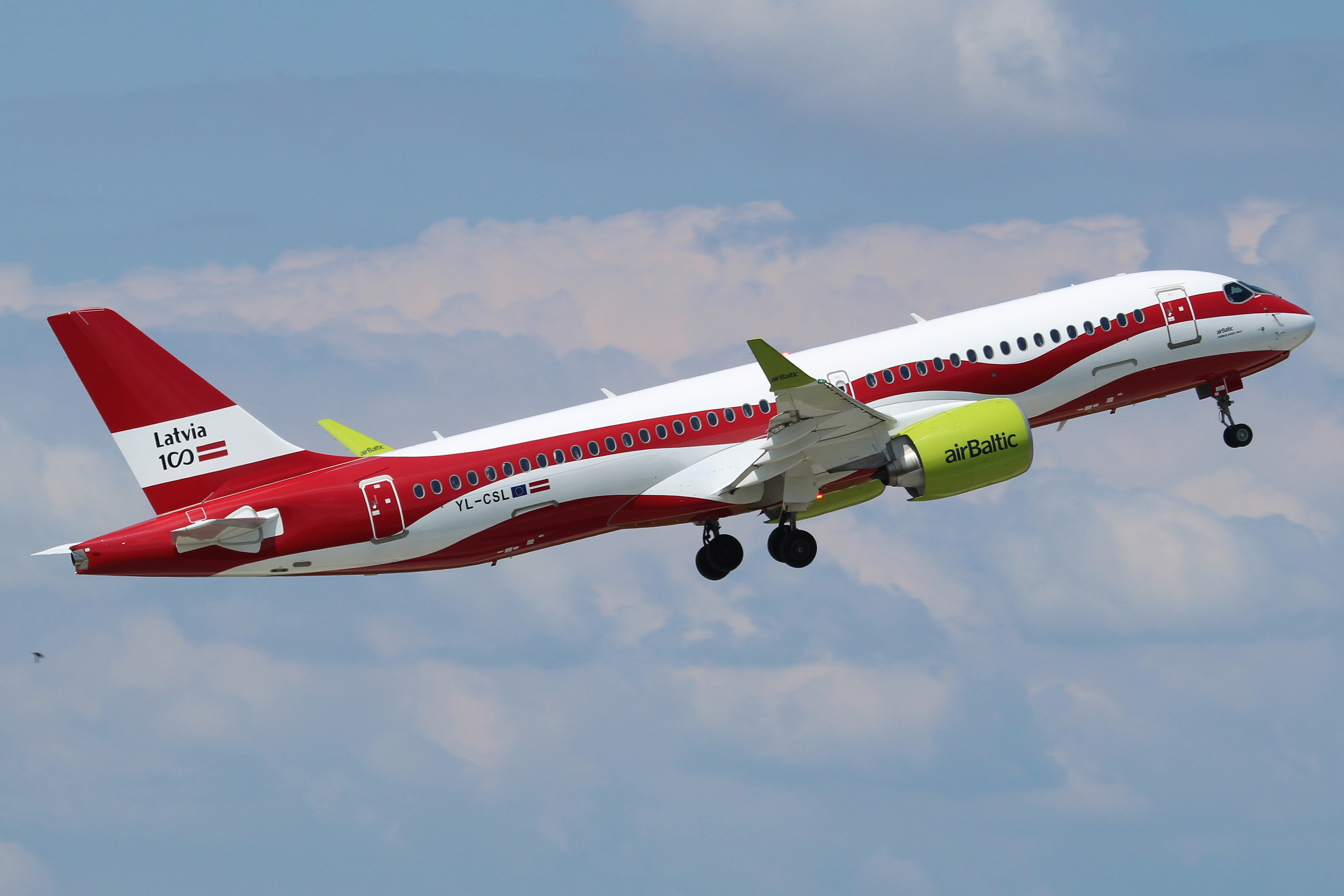
Un A220-300 de Air Baltic pintado como la bandera de Letonia en el aeropuerto de Stuttgart

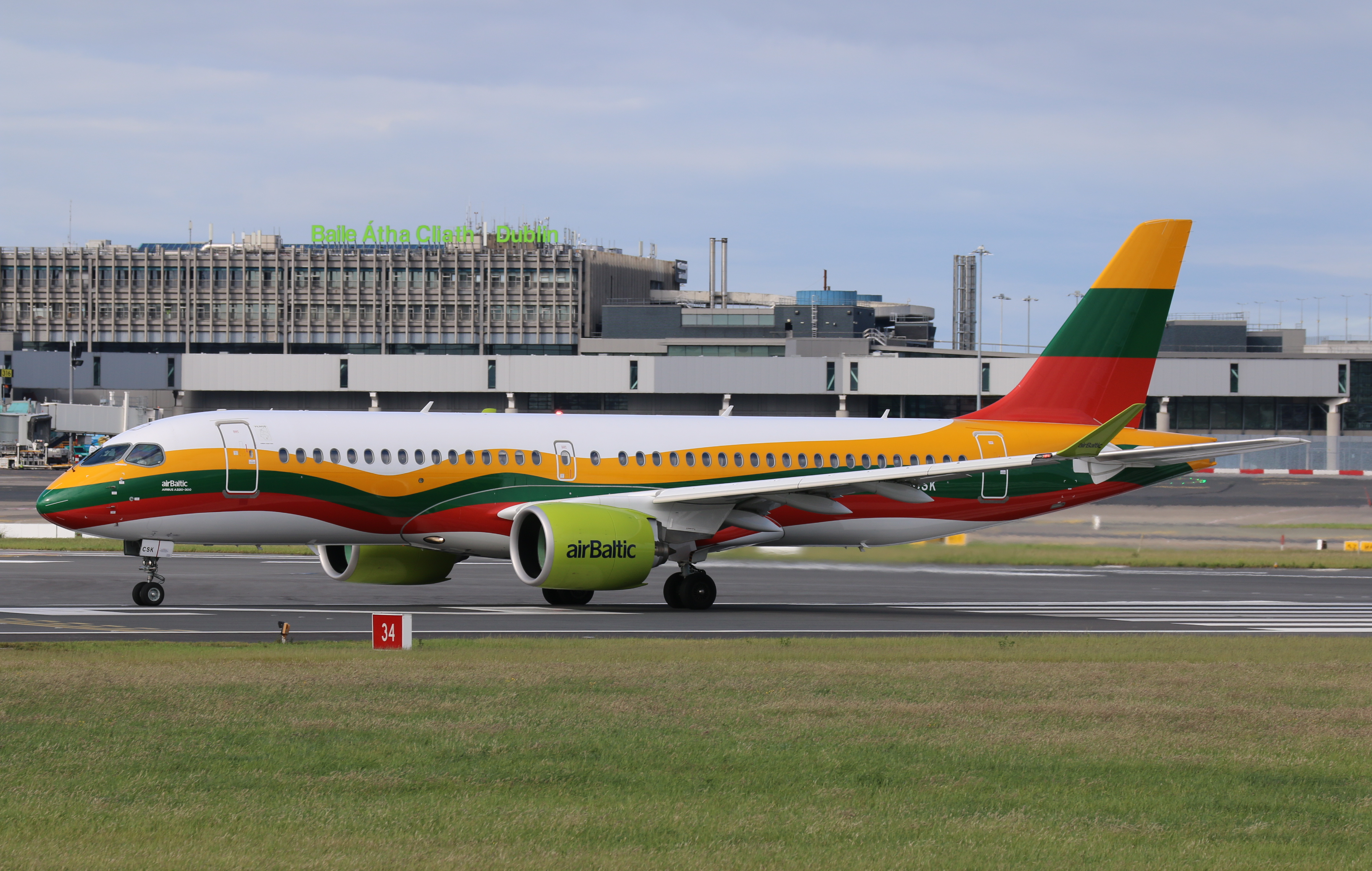
Un A220 de Air Baltic pintado como la bandera de Lituania

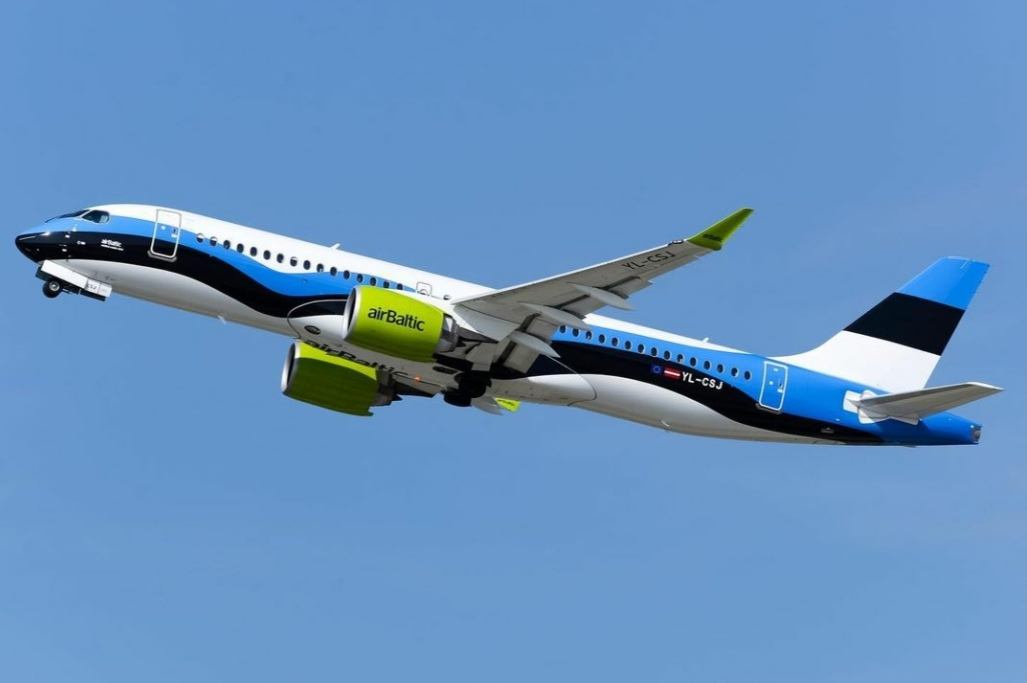
La librea especial de la bandera de Estonia en uno de los Airbus A220-300 de airBaltic

## Véase también

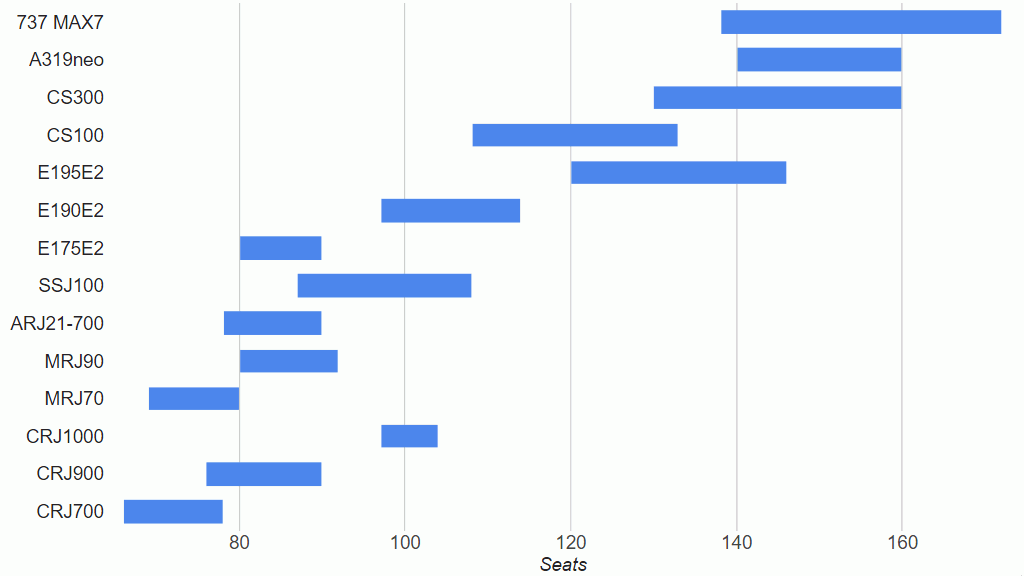
Actuales y futuros reactores regionales y aviones pequeños de fuselaje estrecho, basado en CAPA y Bombardier.

## Especificaciones

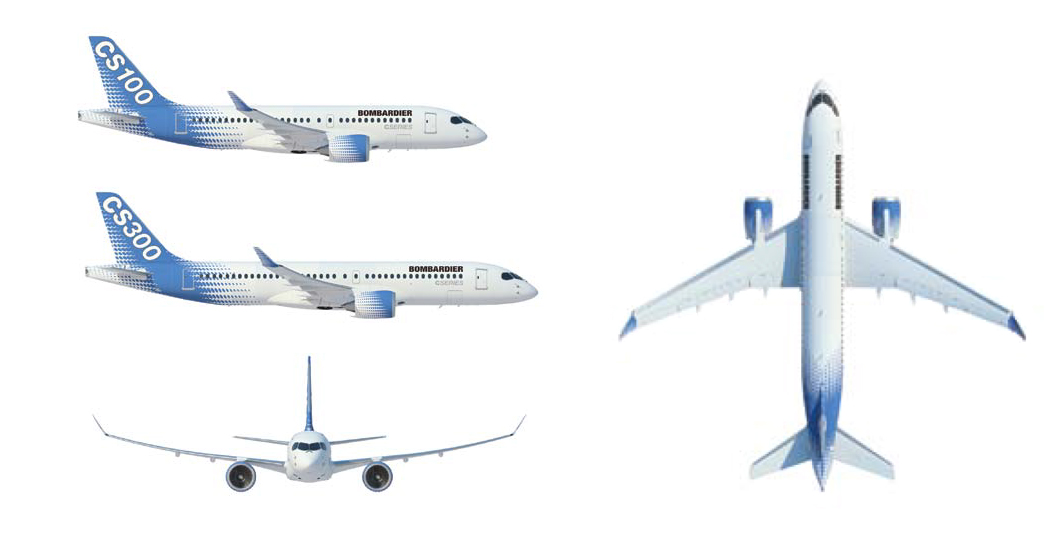
Geometría descriptiva de la familia Bombardier CSeries, con comparación lateral entre el CS100 y el CS300.

|                                               | A220-100 | A220-300 |
| --------------------------------------------- | --- | --- |
| Tripulación                                   | 2 pilotos | 2 pilotos |
| Pasajeros                                     | 108 (8F + 108Y) a 133 (1 clase) | 130 (12F + 118Y) a 160 (1 clase) |
| Separación entre asientos                     | 28 plg (71,1 cm) en máxima densidad a 36 plg (91,4 cm) en dos clases                                                                  | 28 plg (71,1 cm) en máxima densidad a 38 plg (96,5 cm) en dos clases                                                                  |
| Anchura de asientos                           | 18,5 plg (47,0 cm) a 20 plg (50,8 cm)                                                                                                 | 18,5 plg (47,0 cm) a 20 plg (50,8 cm)                                                                                                 |
| Longitud                                      | 114 ft 9 in / 35,0 m | 127 ft 0 in / 38,7 m |
| Envergadura                                   | 115 ft 1 in / 35,1 m | 115 ft 1 in / 35,1 m |
| Superficie alar                               | 1.209 sq ft / 112,3 m² | 1.209 sq ft / 112,3 m² |
| Altura                                        | 37 ft 8 in / 11,5 m | 37 ft 8 in / 11,5 m |
| Diámetro del fuselaje                         | 12 ft 2 in / 3,7 m | 12 ft 2 in / 3,7 m |
| Anchura de cabina                             | 129,0 in / 3,28 m | 129,0 in / 3,28 m |
| Altura de cabina                              | 83,0 in / 2,11 m | 83,0 in / 2,11 m |
| Longitud de cabina                            | 77 ft 10 in / 23,7 m | 90 ft 1 in / 27,5 m |
| Volumen de carga                              | 838 cu ft / 23,7 m³ | 1.116 cu ft / 31,6 m³ |
| Peso máximo al despegue                       | base : 121.000 lb / 54.885 kg max : 134.000 lb / 60.781 kg                                                                            | base : 132-000 lb / 59.874 kg max : 149.000 lb / 67.585 kg                                                                            |
| Peso máximo al aterrizaje                     | base : 112.500 lb / 51.029 kg max : 115.500 lb / 52.390 kg                                                                            | base : 124.500 lb / 56.472 kg max : 129.500 lb / 58.740 kg                                                                            |
| Peso máximo sin combustible                   | 111.000 lb / 50.349 kg | 123.000 lb / 55.792 kg |
| Máxima carga útil                             | 8.000 lb / 3.629 kg | 10.700 lb / 4.853 kg |
| Masa máxima de pago (total)                   | base : 30.350 lb / 13.767 kg max : 33.350 lb / 15.127 kg                                                                              | base : 36.750 lb / 16.670 kg max : 41.250 lb / 18.711 kg                                                                              |
| Peso operativo en vacío                       | 77 650 lb (35 221 kg) | 81 750 lb (37 081 kg) |
| Capacidad de combustible                      | 38.875 lb / 17.630 kg | 37.950 lb / 17.213 kg |
| Alcance máximo                                | 3.100 nmi / 5.741 km | 3.300 nmi / 6.112 km |
| Alcance para operaciones urbanas: LCY         | 2,35 nmi (4 km) | |
| Velocidad de crucero, máxima                  | Mach 0,82 (470 nudos / 871 km/h) | Mach 0,82 (470 nudos / 871 km/h) |
| Velocidad de crucero, típica                  | Mach 0,78 (447 nudos / 829 km/h) | Mach 0,78 (447 nudos / 829 km/h) |
| Longitud de pista para despegue a peso base   | 4.000 ft / 1.219 m | 5.000 ft / 1.524 m |
| Longitud de pista para despegue a MTOW        | 4.800 ft / 1.463 m | 6.200 ft / 1.890 m |
| Longitud de pista para aterrizaje a peso base | 4.450 ft / 1.356 m | 4.800 ft / 1.463 m |
| Longitud de pista para aterrizaje a MLW       | 4.550 ft / 1.387 m | 4.950 ft / 1.509 m |
| Techo de vuelo                                | 41.000 ft / 12.497 m | 41.000 ft / 12.497 m |
| Motores                                       | 2× Pratt & Whitney PW1500G | 2× Pratt & Whitney PW1500G |
| Diámetro de turbina                           | 73 plg (185 cm) | 73 plg (185 cm) |
| Empuje por motor                              | PW1519G (CS100) : 18.900 lbf / 84,1 kN PW1521G : 21.000 lbf / 93,4 kN PW1524G : 23.300 lbf / 103,6 kN PW1525G : 23.300 lbf / 103,6 kN | PW1519G (CS100) : 18.900 lbf / 84,1 kN PW1521G : 21.000 lbf / 93,4 kN PW1524G : 23.300 lbf / 103,6 kN PW1525G : 23.300 lbf / 103,6 kN |